# Bengalische Tempel

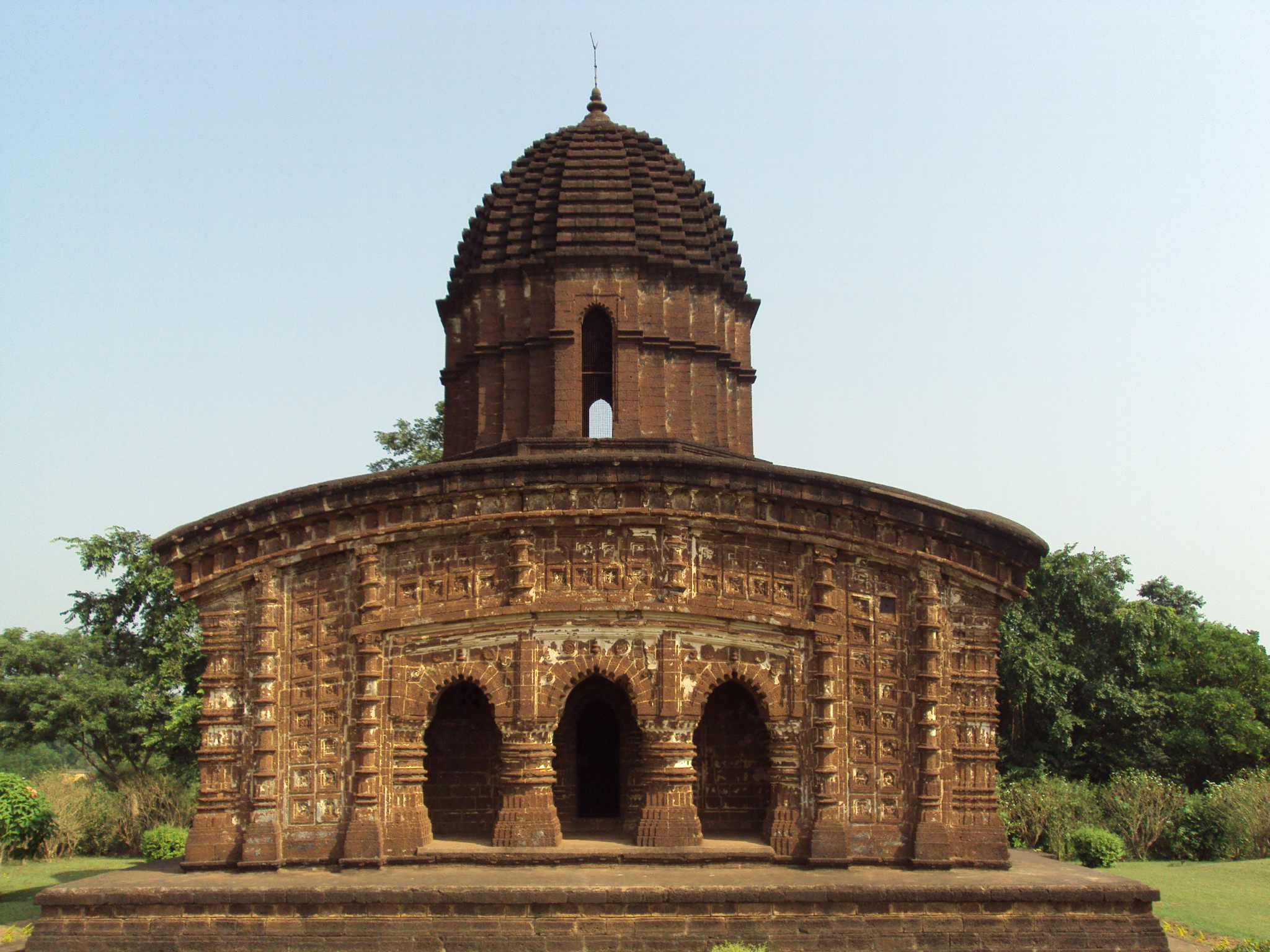
Bishnupur – Nandalal-Tempel (17. Jh.) mit Turm (ratna) über der Cella (garbhagriha) und dreigeteilten Portalen auf allen vier Seiten; die Außenwände sind mit figürlichen und ornamentalen Terracotta-Reliefplatten dekoriert. Die Ecken des leicht gekrümmten Daches hängen herab.

Bengalische Tempel stellen eine wenig bekannte Sonderform des Hindu-Tempels dar. Sie stammen zumeist aus dem 17. bis 19. Jahrhundert und befinden sich ausschließlich im heutigen indischen Bundesstaat Westbengalen sowie im Westen des heutigen Staatsgebiets von Bangladesch.

## Materialien

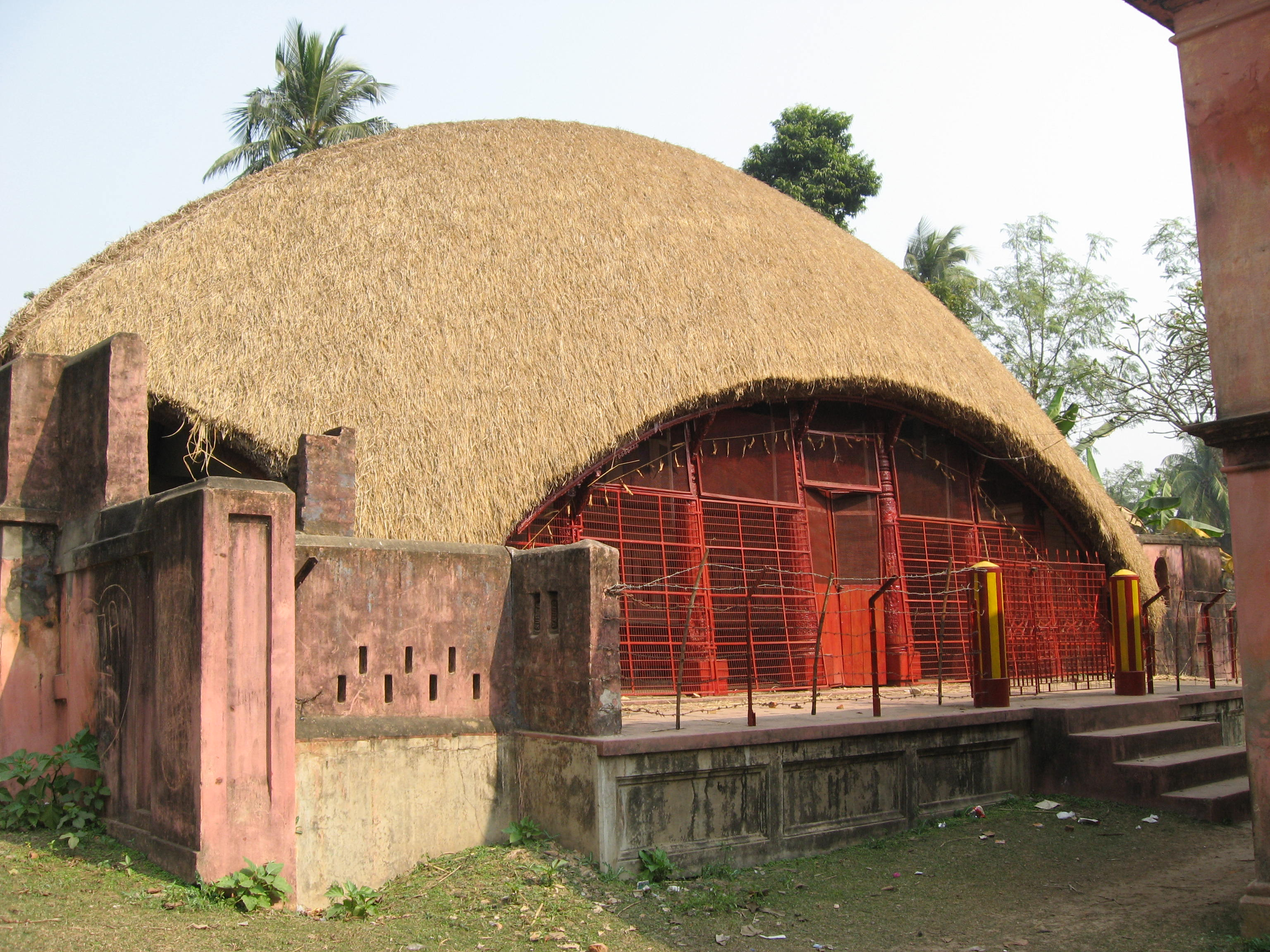
Antpur – ländlicher Tempel (mandir) mit Strohdach

Bengalen besteht in weiten Teilen aus dem fruchtbaren Schwemmland des Ganges/Hugli und des Brahmaputra sowie einer ganzen Reihe von Nebenflüssen, deren größter die Meghna ist. Natursteinvorkommen sind nahezu unbekannt und so wurden Wohnhäuser auf dem Lande bis weit ins 20. Jahrhundert hinein fast ausschließlich aus – manchmal lehmverputzten – Ästen oder (seltener) aus luftgetrockneten Lehmziegeln errichtet; die Dächer bestanden aus Stroh oder Schilf.
Bereits früh verstand man sich in Bengalen auch auf das Brennen von Lehmerde, so dass bereits die Tempelbauten des 5./6. Jahrhunderts (bzw. die schwer zu datierenden Deul-Tempel) aus Ziegelsteinen errichtet wurden. Bei den Tempeln des 17. bis 19. Jahrhunderts wurden regelmäßig figürliche und dekorative Terrakotta-Reliefplatten appliziert. Die meisten städtischen Wohnhäuser wurden in dieser Zeit ebenfalls aus Ziegelsteinen erbaut und anschließend verputzt.

## Weihe
Obwohl sich auch in Bengalen frühe buddhistische und jainistische Spuren finden, sind doch die meisten Tempel den Hindu-Gottheiten Shiva, Vishnu, Kali und Durga bzw. ihren lokal und regional verehrten Manifestationen geweiht, weshalb viele Tempel andere Namen tragen. Auch der Gott Krishna und seine Geliebte Radha genießen in den hinduistischen Teilen Bengalens große Popularität.

## Geschichte
Der zur Gruppe der sogenannten Gupta-Tempel gehörende früheste bekannte Tempelbau Bengalens ist der inschriftlich auf das Jahr 448 n. Chr. datierte Ziegelsteintempel (mandir) von Balgram (Distrikt Dinajpur, Bangladesh), der der Vaishnava-Sekte zugeordnet werden kann – von ihm sind jedoch nur noch Ruinenreste erhalten. Etwa gleichzeitig sind die beiden – ebenfalls weitgehend zerstörten – Tempel von Mahasthan Gokul (Distrikt Bogra, Bangladesh), die aufgrund gefundener Figurenreste sehr wahrscheinlich dem Buddhismus zuzuordnen sind. Beide Tempel haben einen quadratischen Grundriss mit einer ebenfalls quadratischen Cella (garbhagriha), die von einem auf Stützen ruhenden und ehemals überdachten Umgang (pradakshinapatha) umschlossen waren. Möglicherweise vom 9. bis 11. Jahrhundert, vielleicht aber auch erst sehr viel später, entstanden im Süden Westbengalens mehrere Tempelbauten, die ganz eindeutig von der Architektur Odishas beeinflusst sind – die vielleicht bedeutendsten unter ihnen sind die turmartigen Tempel (deul) von Satdeulia und Raidighi (Jatar-Deul), aber auch der Ichai-Ghosh-Tempel ist bemerkenswert. 
Nach der Ankunft des – gegenüber dem als „heidnisch“ und „götzenverehrerisch“ eingestuften Hinduismus – äußerst restriktiv eingestellten Islam im Norden Indiens im 13./14. Jahrhundert wurden viele ältere Tempel zerstört und kaum noch neue Bauten errichtet. Im frühen 17. Jahrhundert begann man jedoch – die in religiösen Angelegenheiten zeitweise tolerante Haltung des Mogul-Herrschers Jahangirs (reg. 1605–1627) sowie politische und militärische Schwächen des Mogulreichs und die große Entfernung zu den Höfen von Lahore, Agra oder Aurangabad ausnutzend – verstärkt mit dem Neubau von Tempeln, die innerhalb der Hindu-Tempel einen völlig eigenständigen architektonischen Typus darstellen. Hier sind an vorderster Stelle die Tempel in Bishnupur, der alten Hauptstadt der Malla-Dynastie sowie die Tempelbezirke von Antpur, Kalna und Maluti zu nennen; aber auch die Tempelanlagen von Puthia sowie die Char-Bangla-Tempel in Bangladesch verdienen besondere Erwähnung.

## Architektur

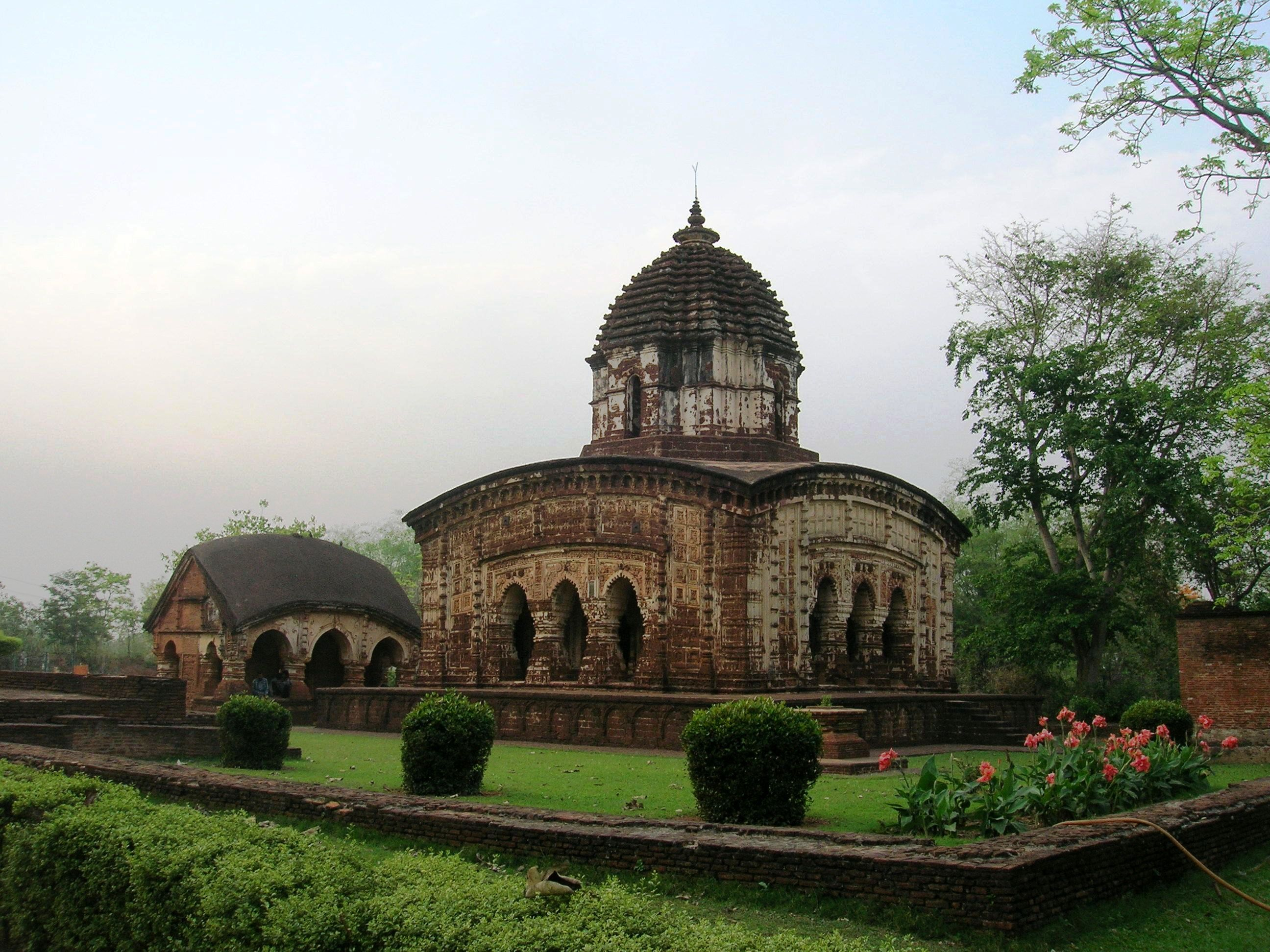
Bishnupur – Radhamadhab-Temple mit Torhalle (1739)

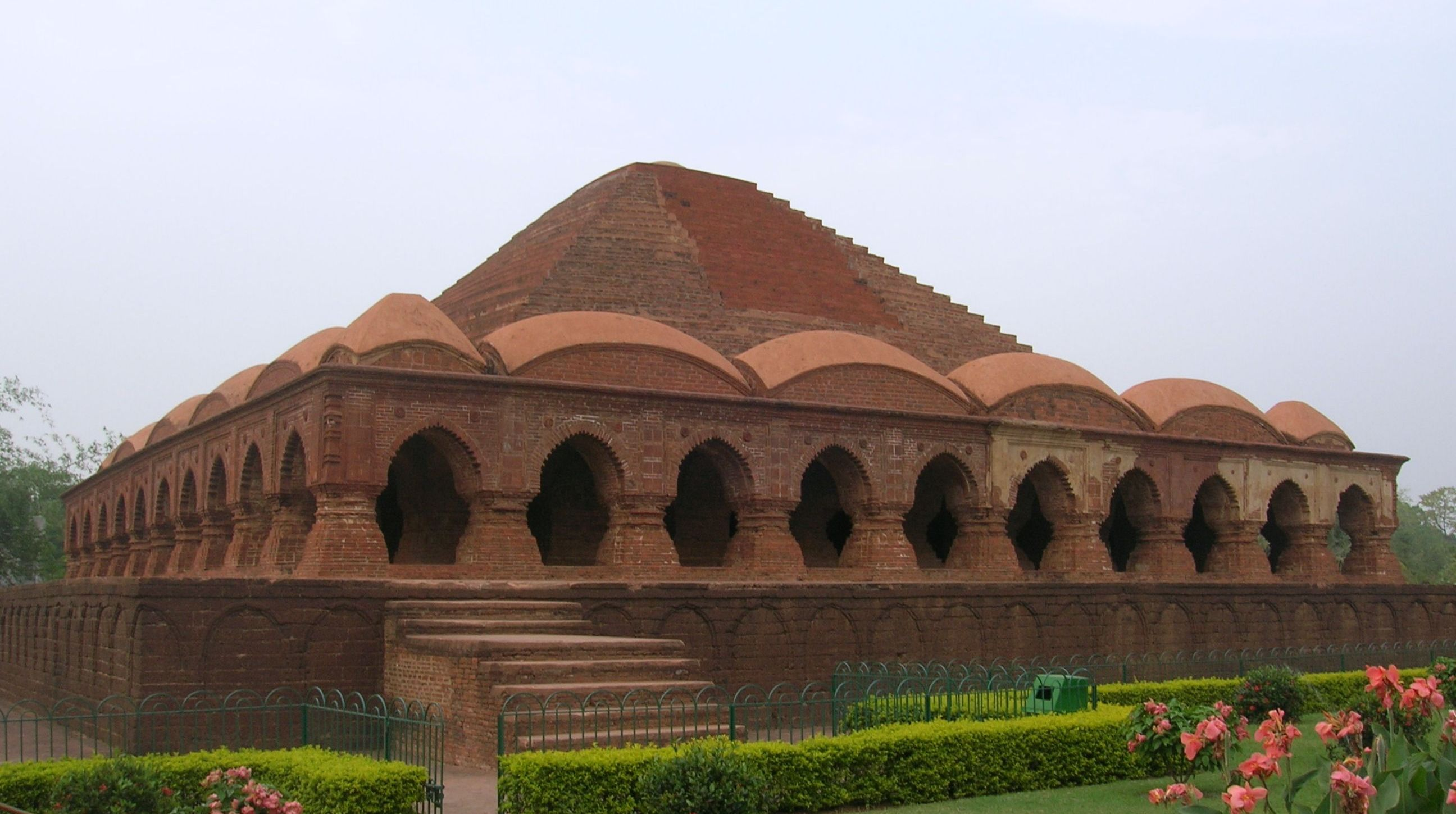
Bishnupur – Rasmancha-Temple (1600)

Frühe Tempel des 16. Jahrhunderts sind nur noch selten erhalten; sie bestanden nur aus einer ebenerdigen, umgangslosen und nicht von einem Turm überhöhten Cella (garbhagriha) mit quadratischem Grundriss (vgl. Tempelanlagen von Puthia).
Charakteristische Merkmale der späteren Tempel bengalischen Typs sind die Beibehaltung des quadratischen Grundrisses – jetzt allerdings mit einer stärkeren inneren und äußeren Gliederung – und der bogenförmig gewölbten Dächer mit ihren herunterhängenden Ecken (Bengalische Dächer). Alle Tempel stehen nun auf zwei bis annähernd fünf Meter hohen Plattformen (jagatis), die das Regenwasser vom Bauwerk ableiten und dieses gleichzeitig real wie symbolisch über andere Bauten emporheben. Hinter den vier – meist dreibogigen – (Schein-)Portalen, denen ein Triumphbogenschema zugrunde liegt, befindet sich die ebenfalls quadratische Cella (garbhagriha), die von einem komplett in den Tempelbau integrierten Umgang (pradakshinapatha) umschlossen ist. Das Dach wird in der Regel von einem (ekaratna) oder fünf (pancharatna) meist runden tambourartigen Türmen überhöht, die sich in ihrer Gestalt deutlich von den turmartigen Aufbauten (shikharas) nordindischer Tempel des Nagara-Stils unterscheiden. Vom 17. bis 19. Jahrhundert entstehen neun- bis dreizehntürmige Tempelbauten aber auch einige wenige mit flachen Dächern.
Eine ganz außergewöhnliche Architektur bietet dagegen der turmlose, um 1600 entstandene Rasmancha-Tempel in Bishnupur: Der gewaltige, etwa die sechzehnfache Grundfläche eines normalen bengalischen Tempels einnehmende, quadratische Baukörper wird von einem pyramidenartigen Aufbau überhöht. Das Dach des auf jeder Seite durch zehn Arkaden nach außen geöffneten Umgangs besteht hingegen aus mehreren aneinander gereihten kleineren Dächern des bengalischen Typs.
Charakteristisch für bengalische Tempel ist auch das vollständige Fehlen von Vorhallen (mandapas), von Fenstern (jalis) oder von Balkonen (jharokhas); Schmuckelemente wie amalakas und kalashas sind ebenfalls nur selten anzutreffen. Vereinzelt kommen auch Torbauten (toranas) vor, die jedoch eher das Aussehen von kleineren Gebäuden haben.

## Bilder

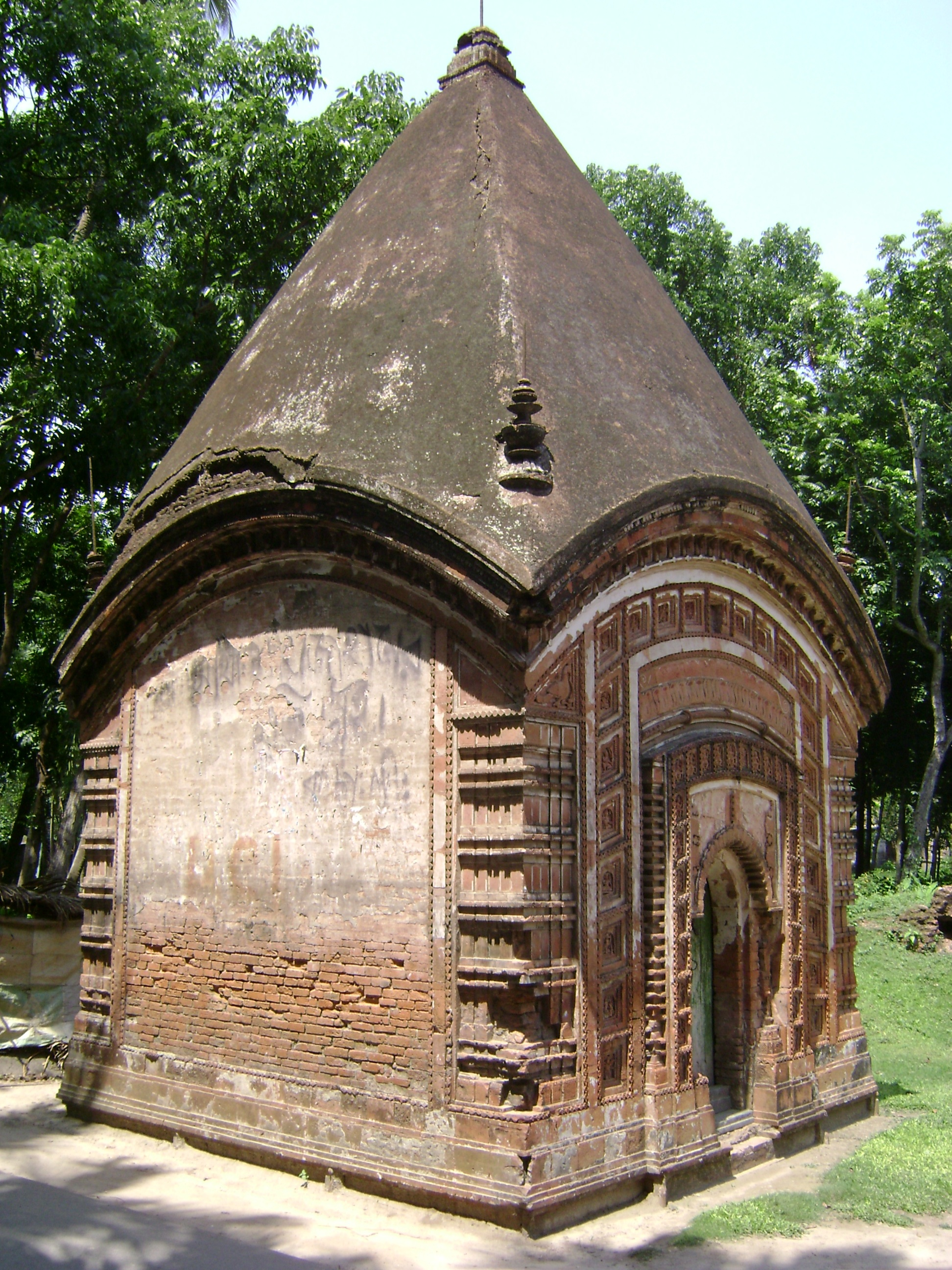
Puthia (Bangladesch) – Jagannatha-Tempel (16. Jh.)
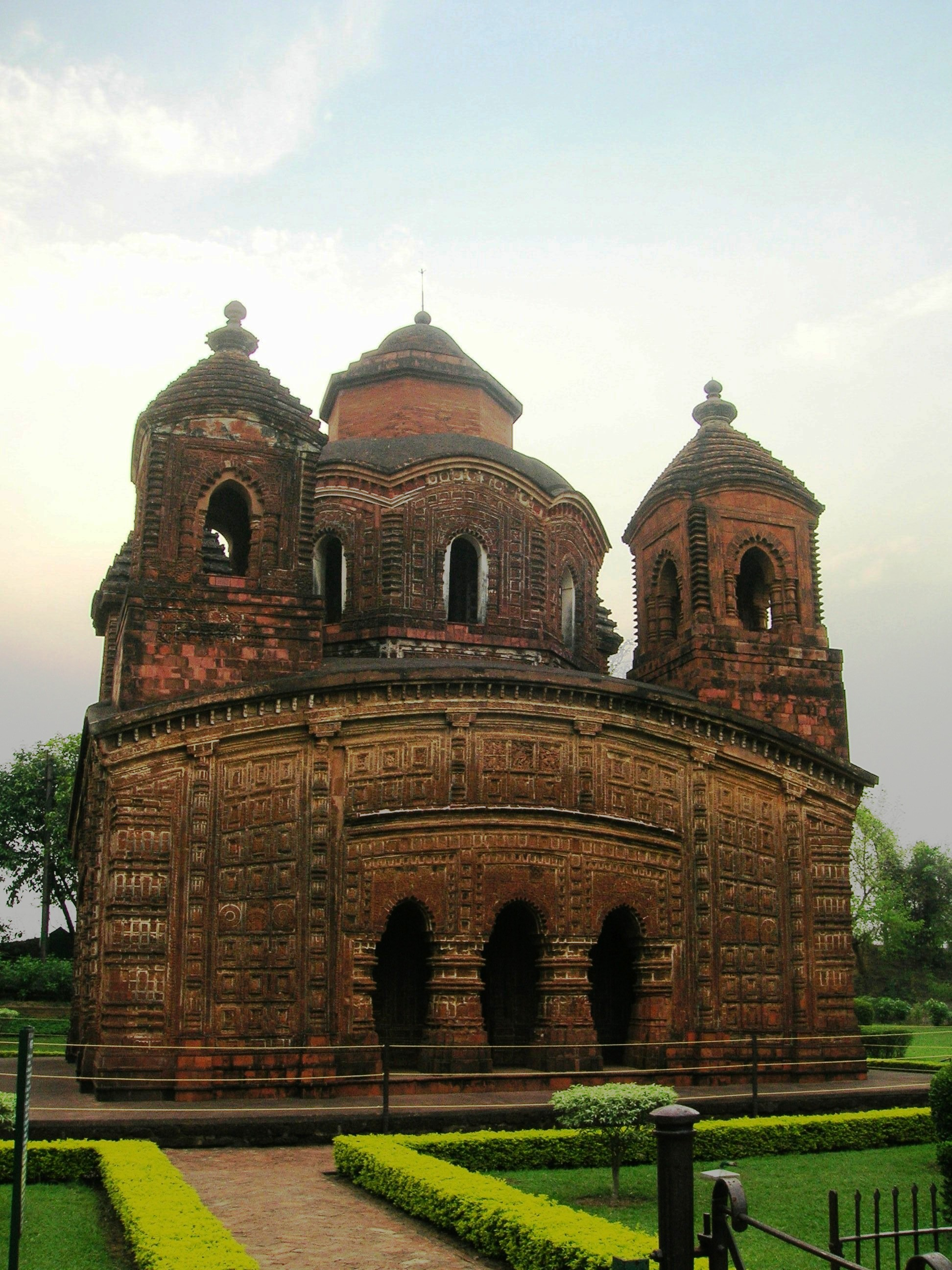
Bishnupur – Shyam Ray-Tempel (1643)
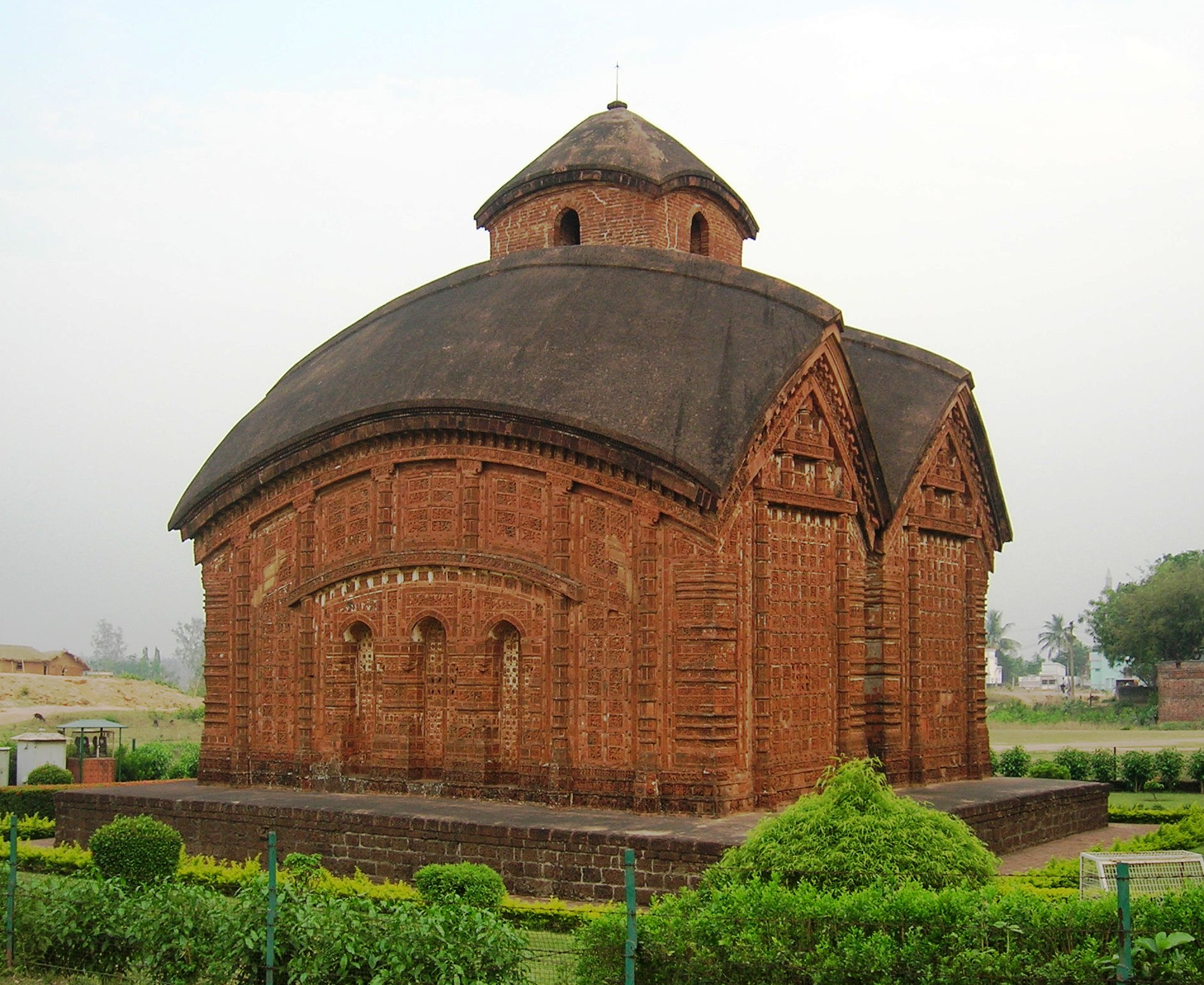
Bishnupur – Jor-Bangla-Tempel (1655)
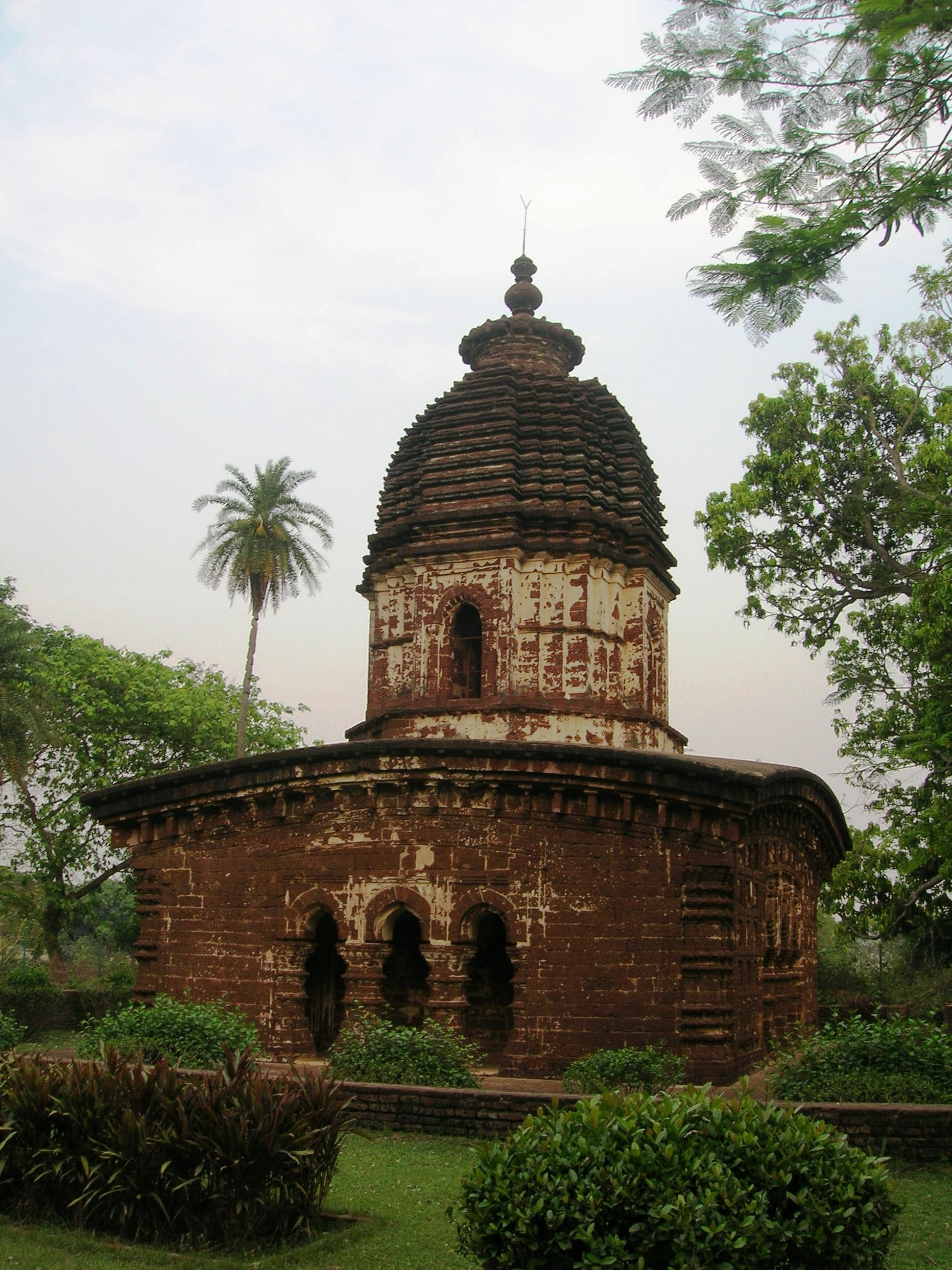
Bishnupur – Kalachand-Tempel (1656)
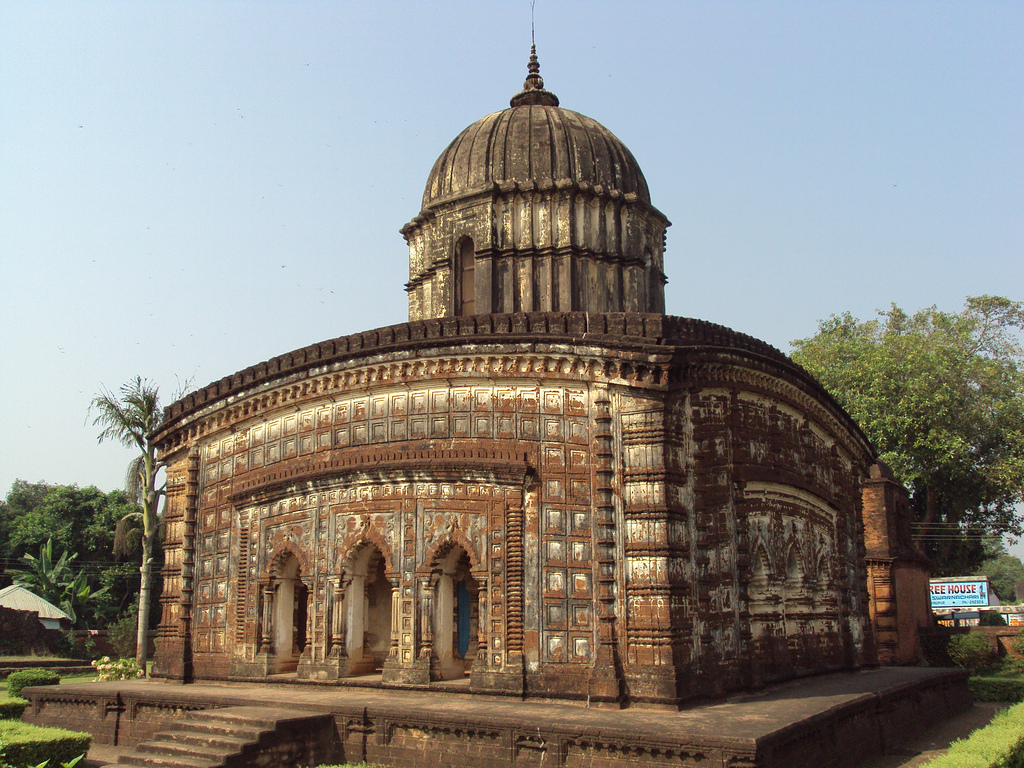
Bishnupur – Lalji-Tempel (1658)
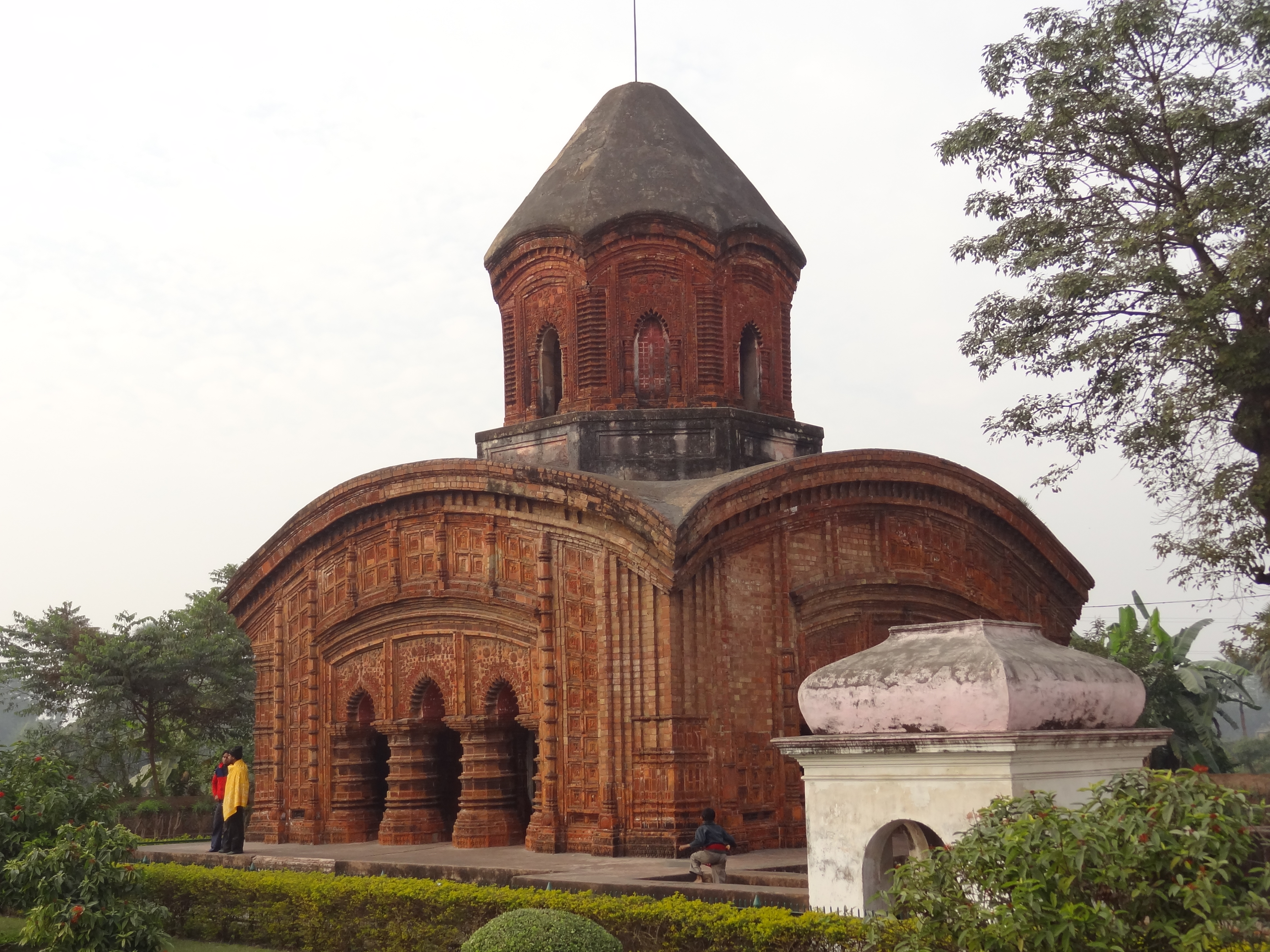
Bansberia – Ananta Basudeba-Tempel (1679)
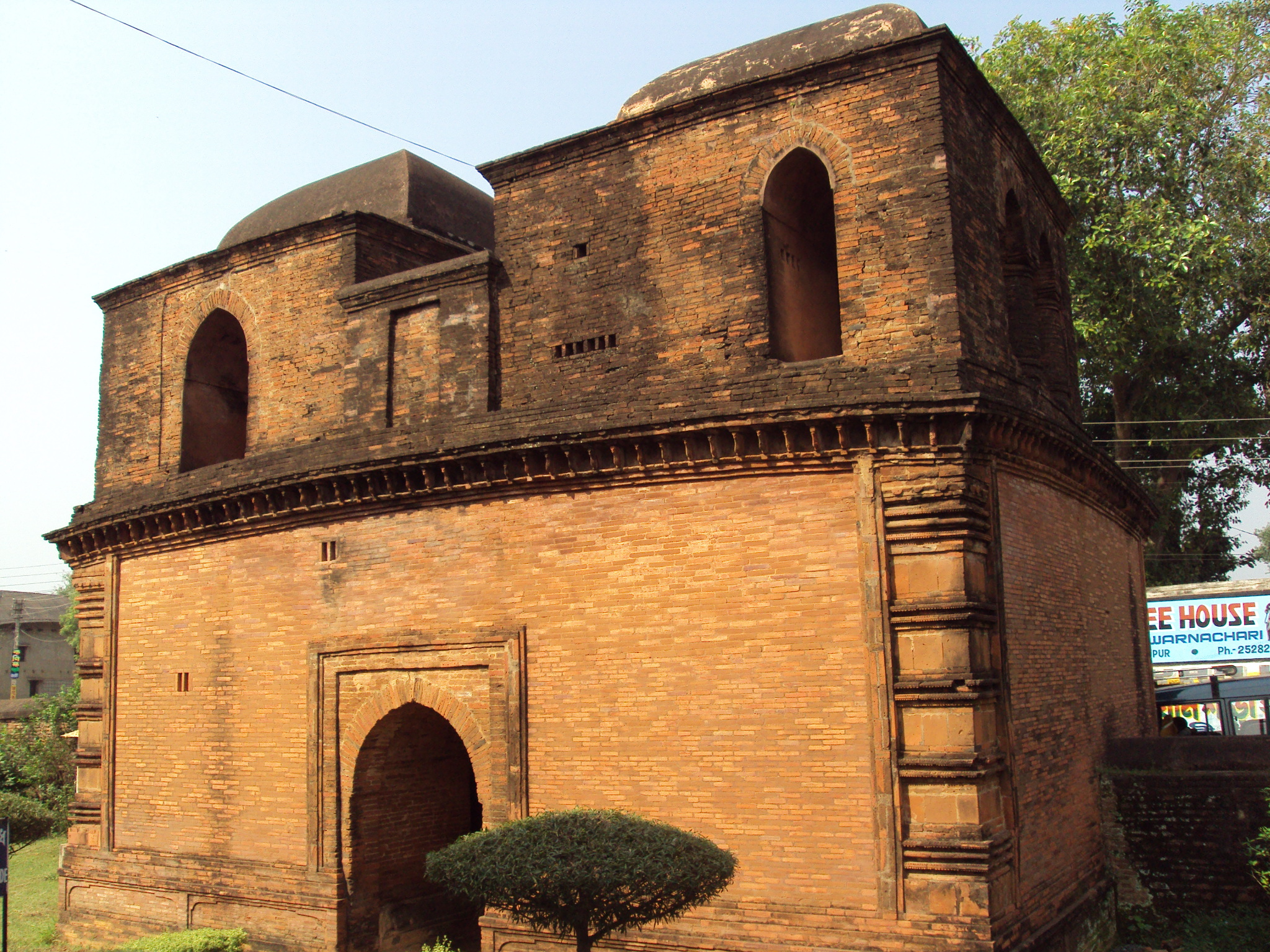
Bishnupur – Radhyashyam-Tempel (um 1758)
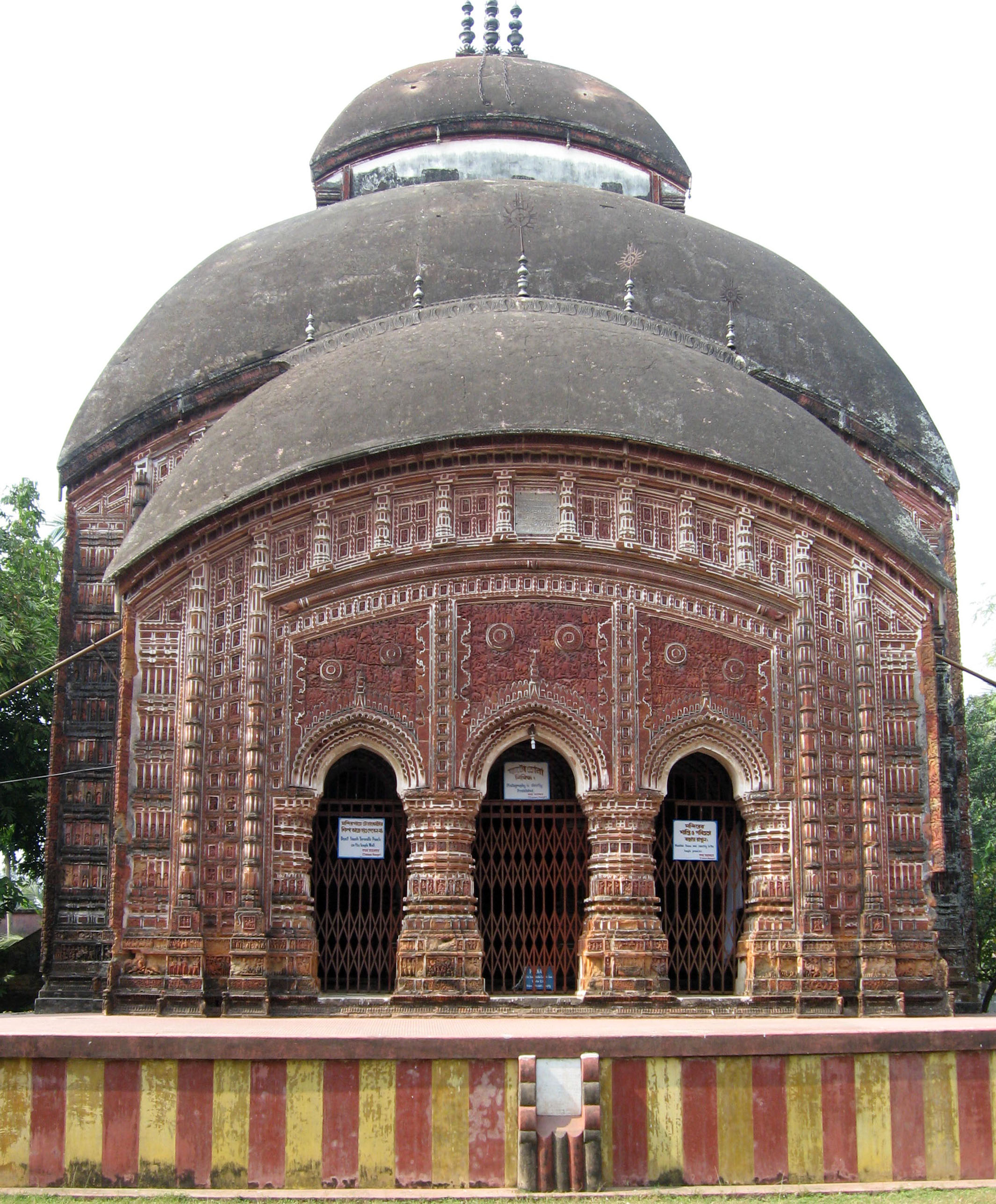
Antpur – Radhagovindjiu-Tempel (1786)
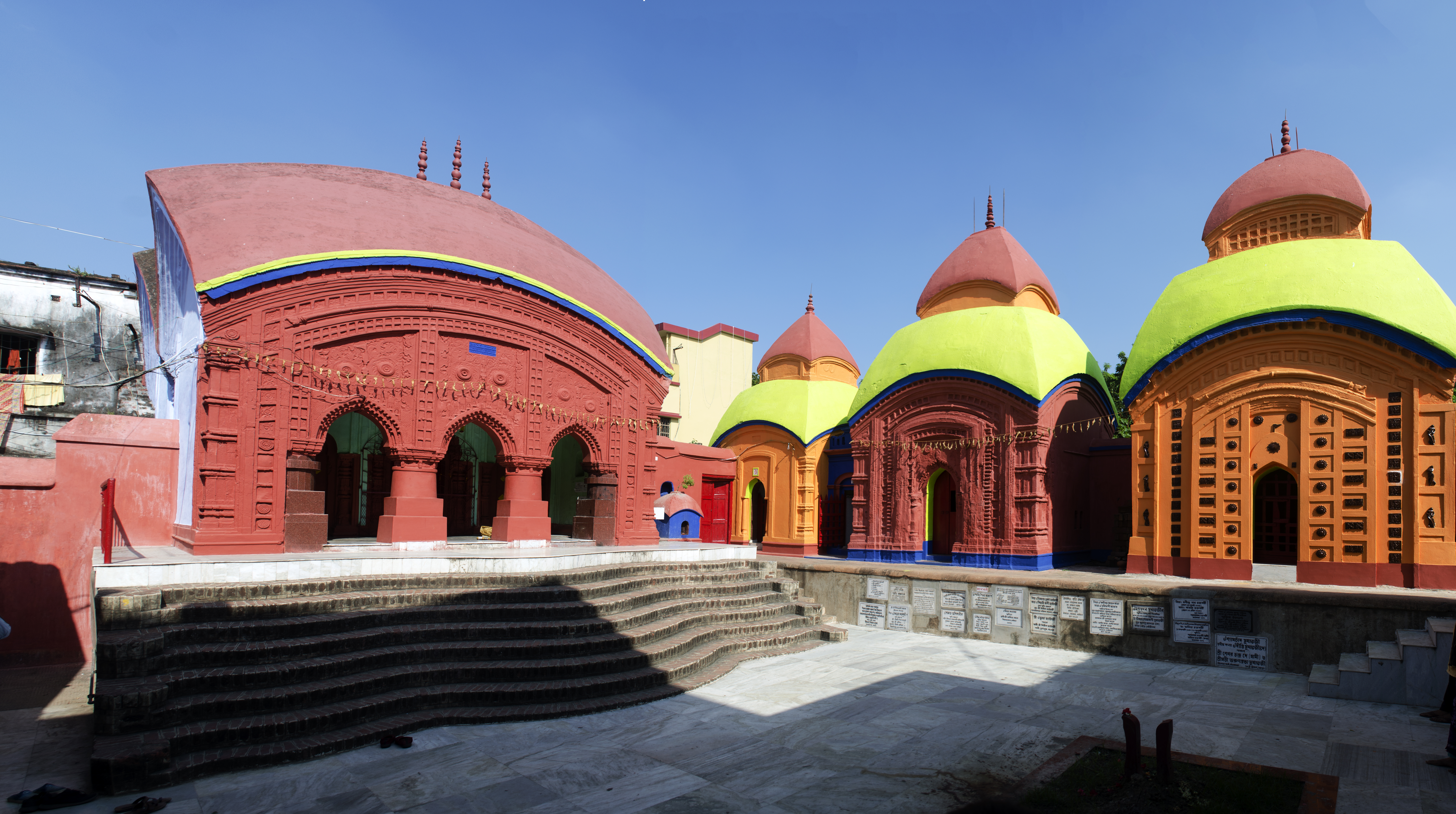
Kalna – Siddheswari Kali Tempel (18. Jh.)
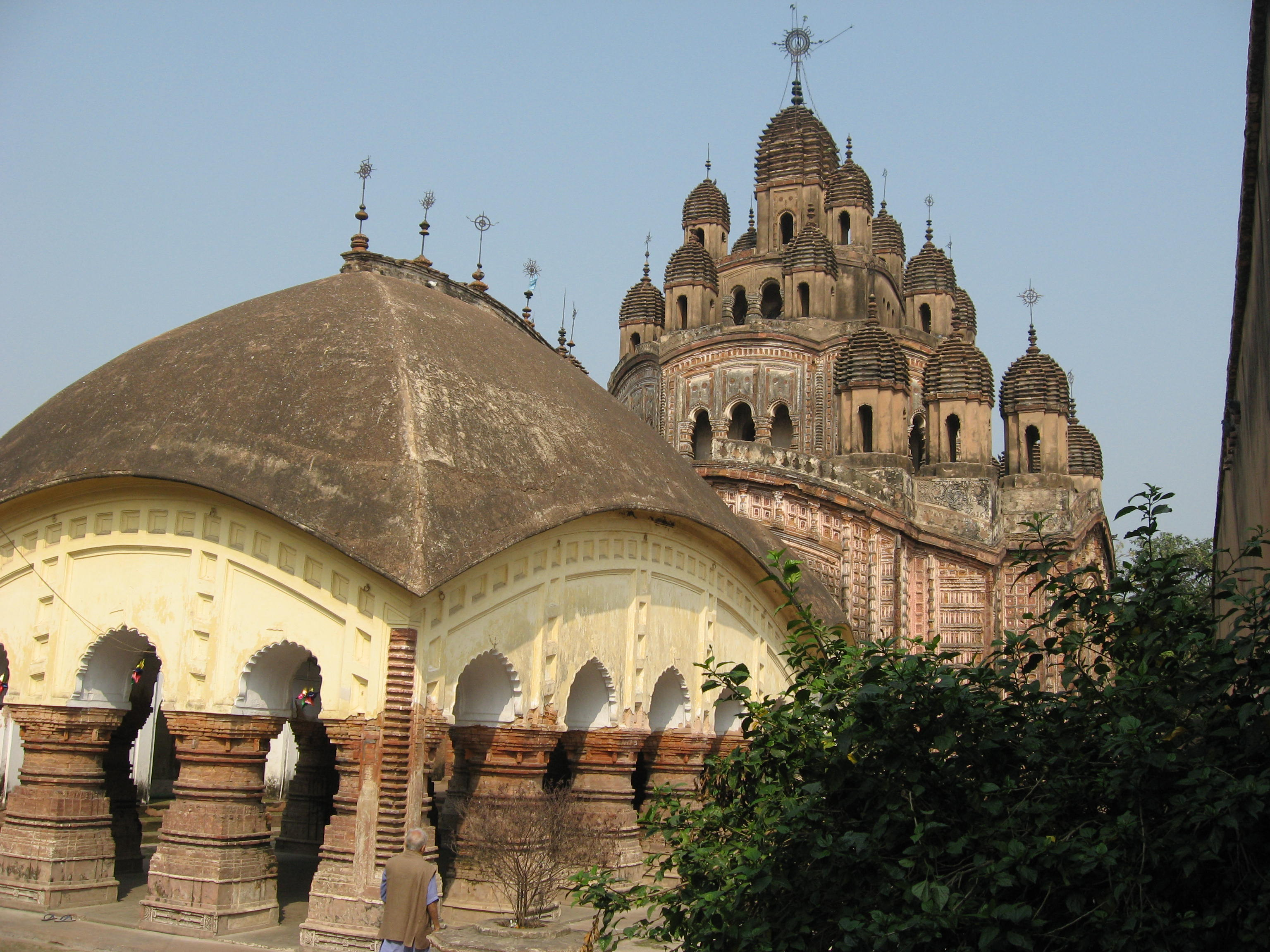
Kalna – Lalji-Tempel (1739)
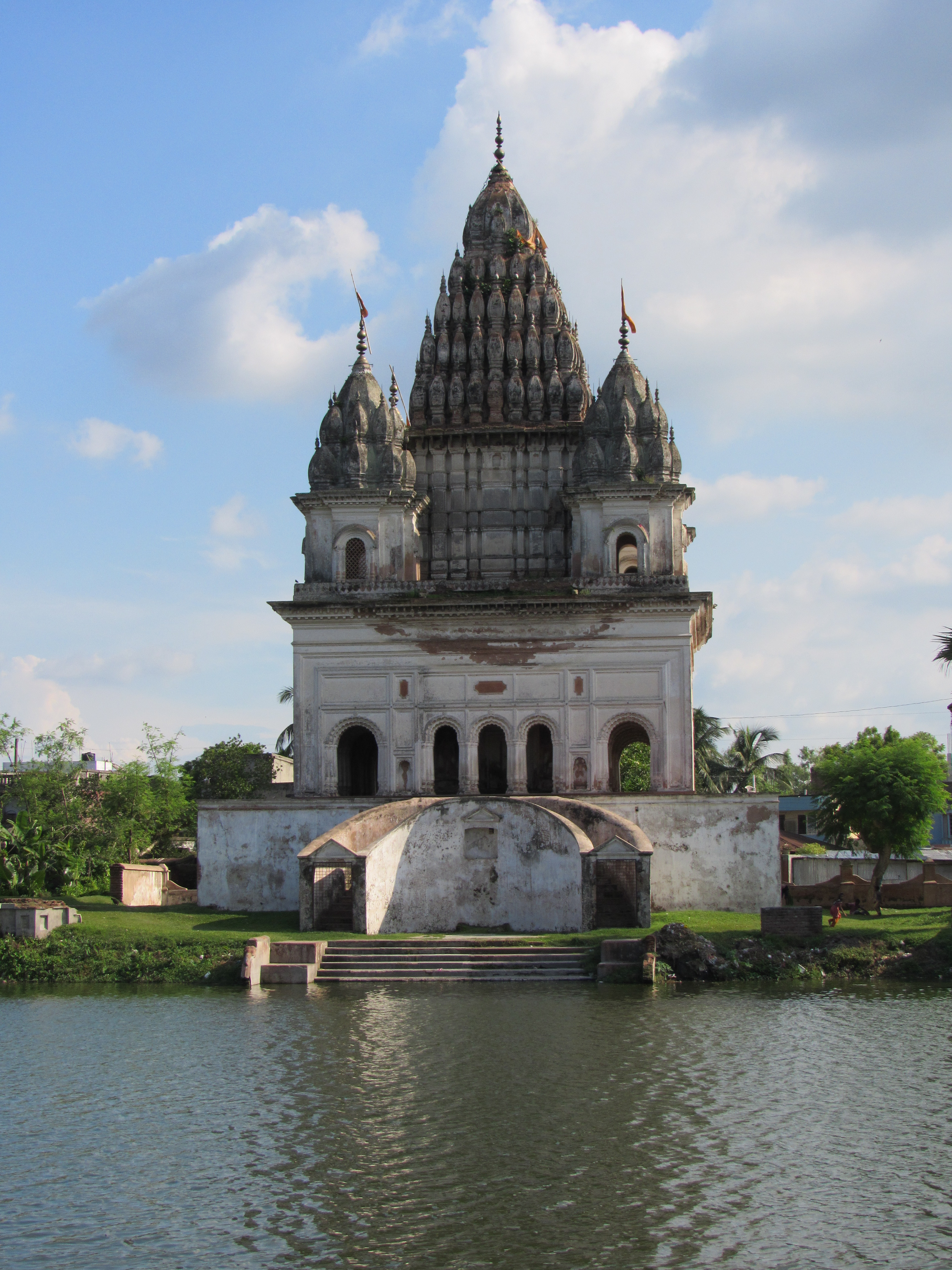
Puthia – Shiva-Tempel (19. Jh.)
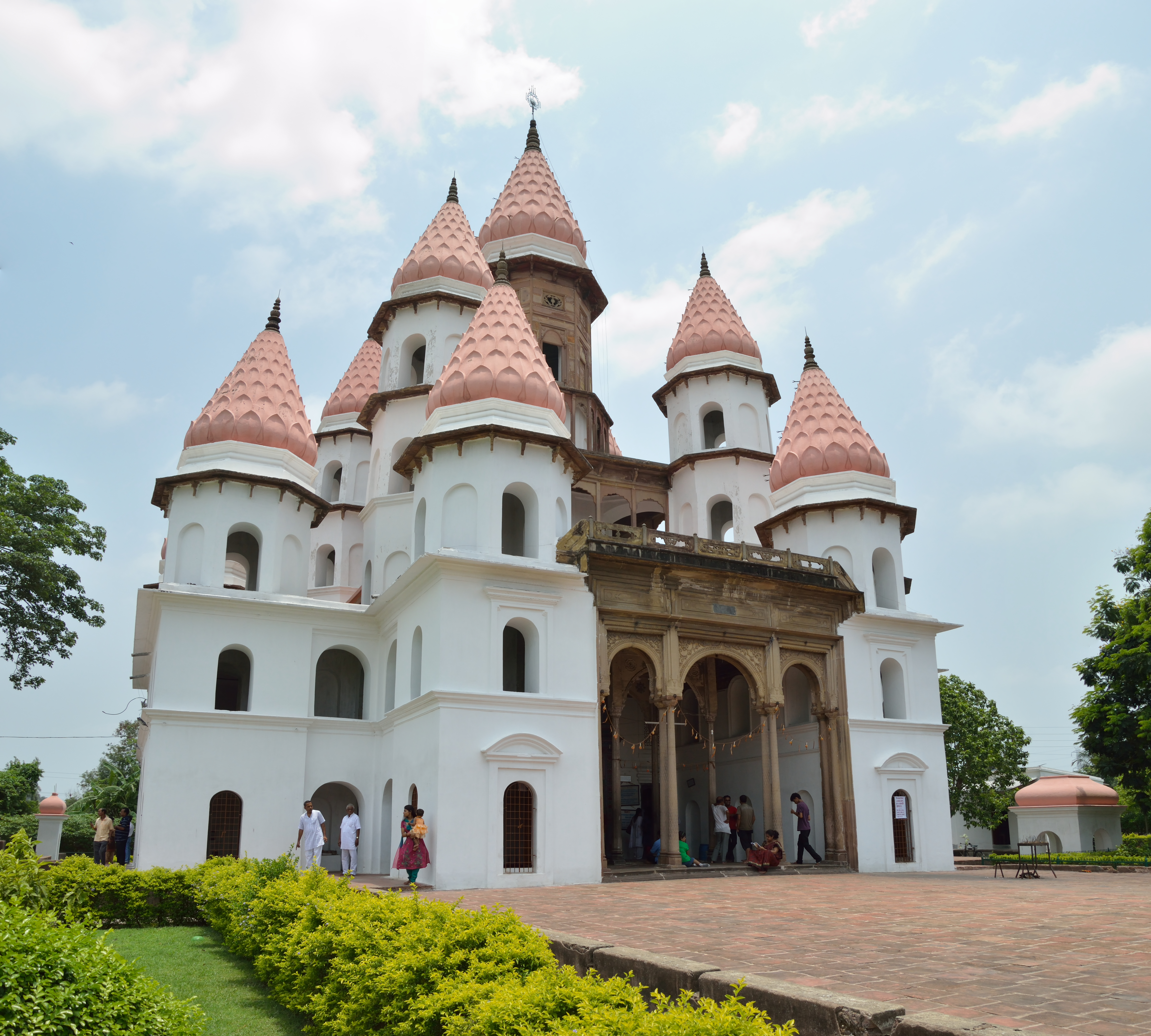
Bansberia – Hansheshwari-Tempel (19. Jh.)

## Bauschmuck
Die nur wenig gegliederte Außenhaut der meisten Tempel ist in Felder unterteilt. Diese sind entweder dekorlos oder enthalten in Einzelfällen Terrakotta-Reliefs, in denen Götter und Dämonen, aber auch geometrische und vegetabilische Dekormotive oder Szenen des höfischen, aber auch des ländlich-bäuerlichen Lebens zu sehen sind. Die Darstellungen des Flöte spielenden und von Tänzerinnen umgebenen Gottes Krishna am Shyamrai-Tempel oder eines (Schilf-?)Bootes mit sitzenden Ruderern und stehenden Musikanten (vina-Spieler) am Jor-Bangla-Tempel in Bishnupur sind besonders hervorzuheben; bemerkenswert ist das weit aufgerissene Drachenmaul am Bug des Schiffes.

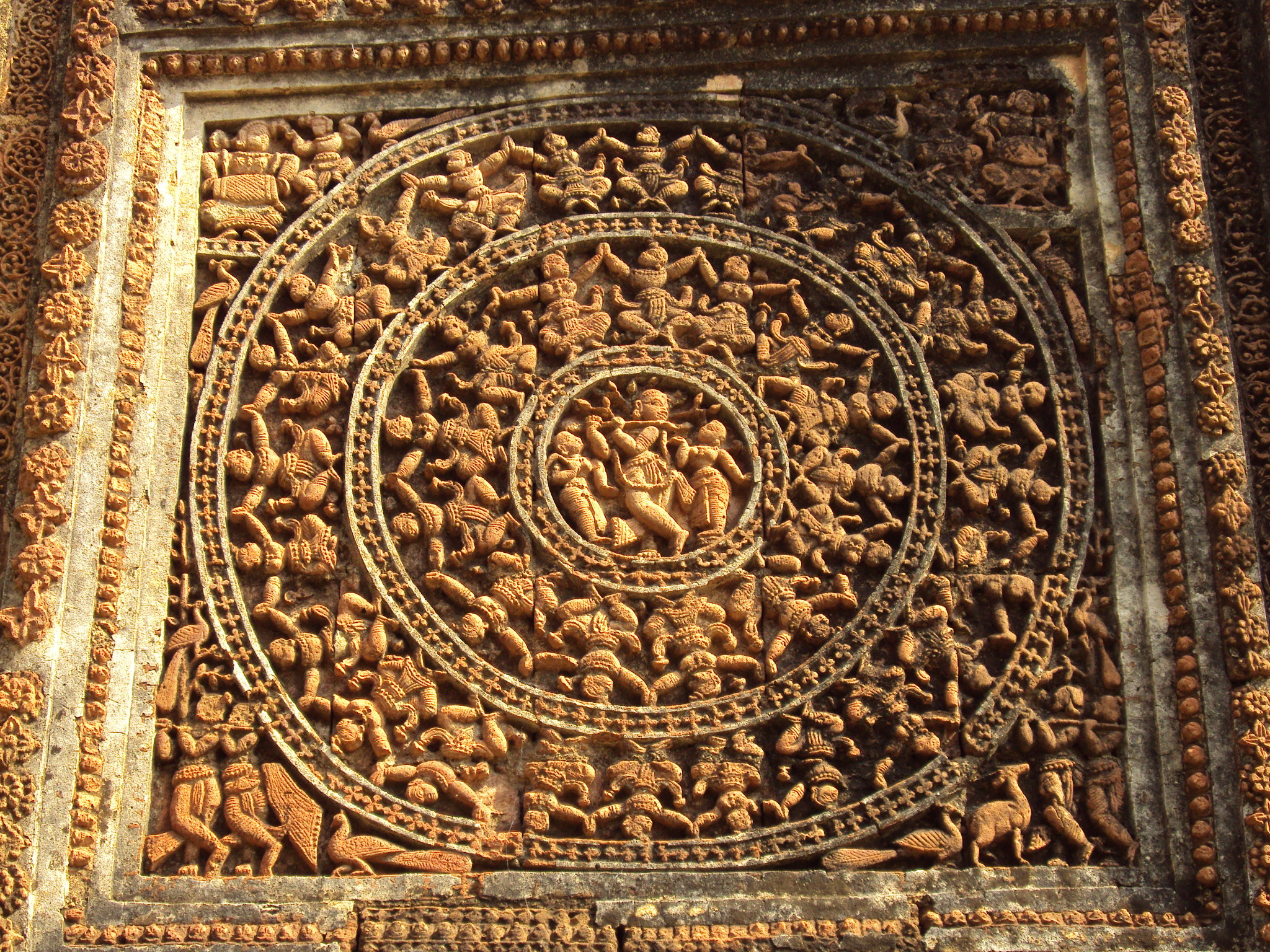
Bishnupur – Terrakotta-Relief am Shyamrai-Tempel (Krishna und Tänzerinnen)
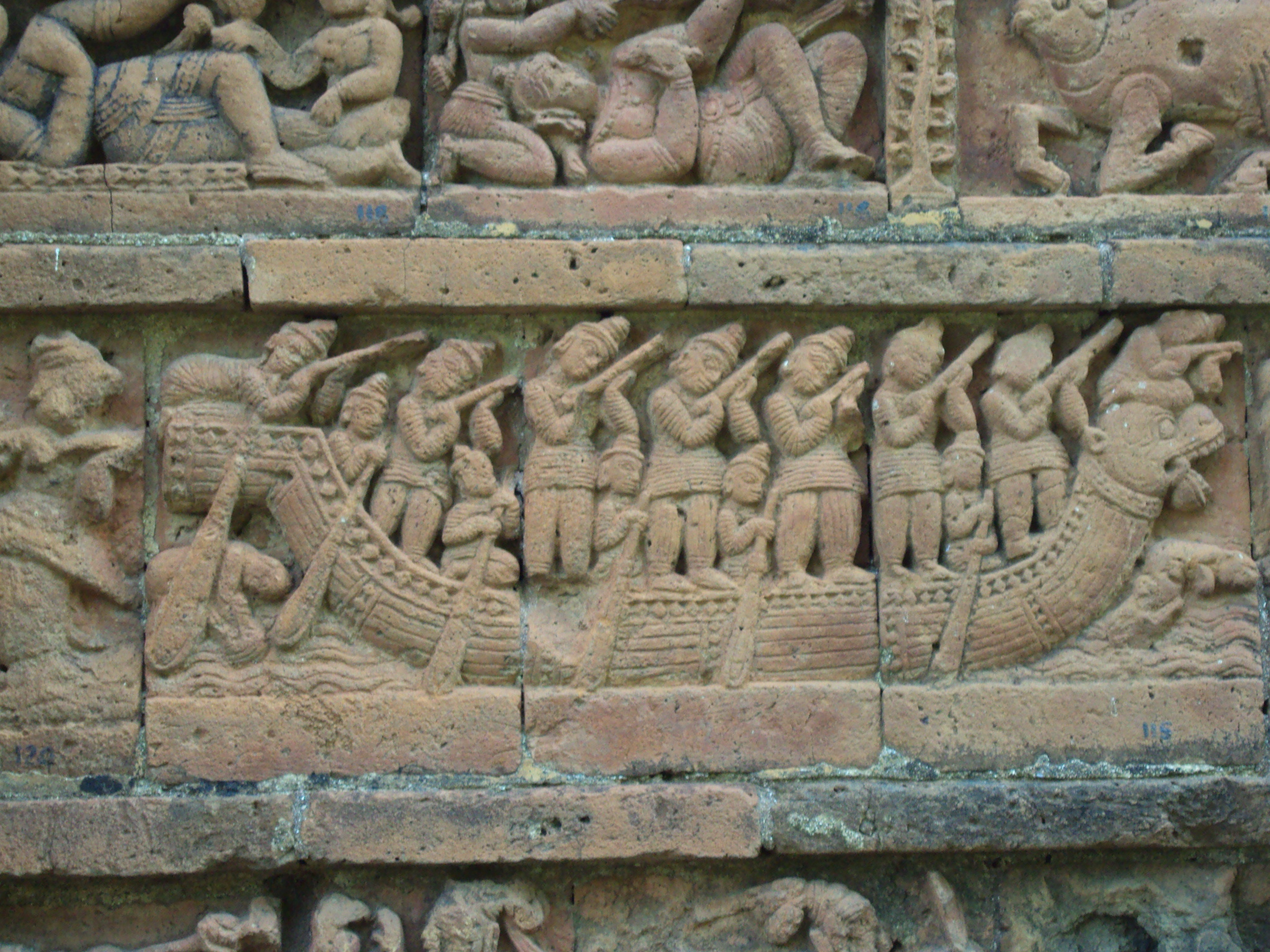
Bishnupur – Terrakotta-Reliefs am Jor-Bangla-Tempel
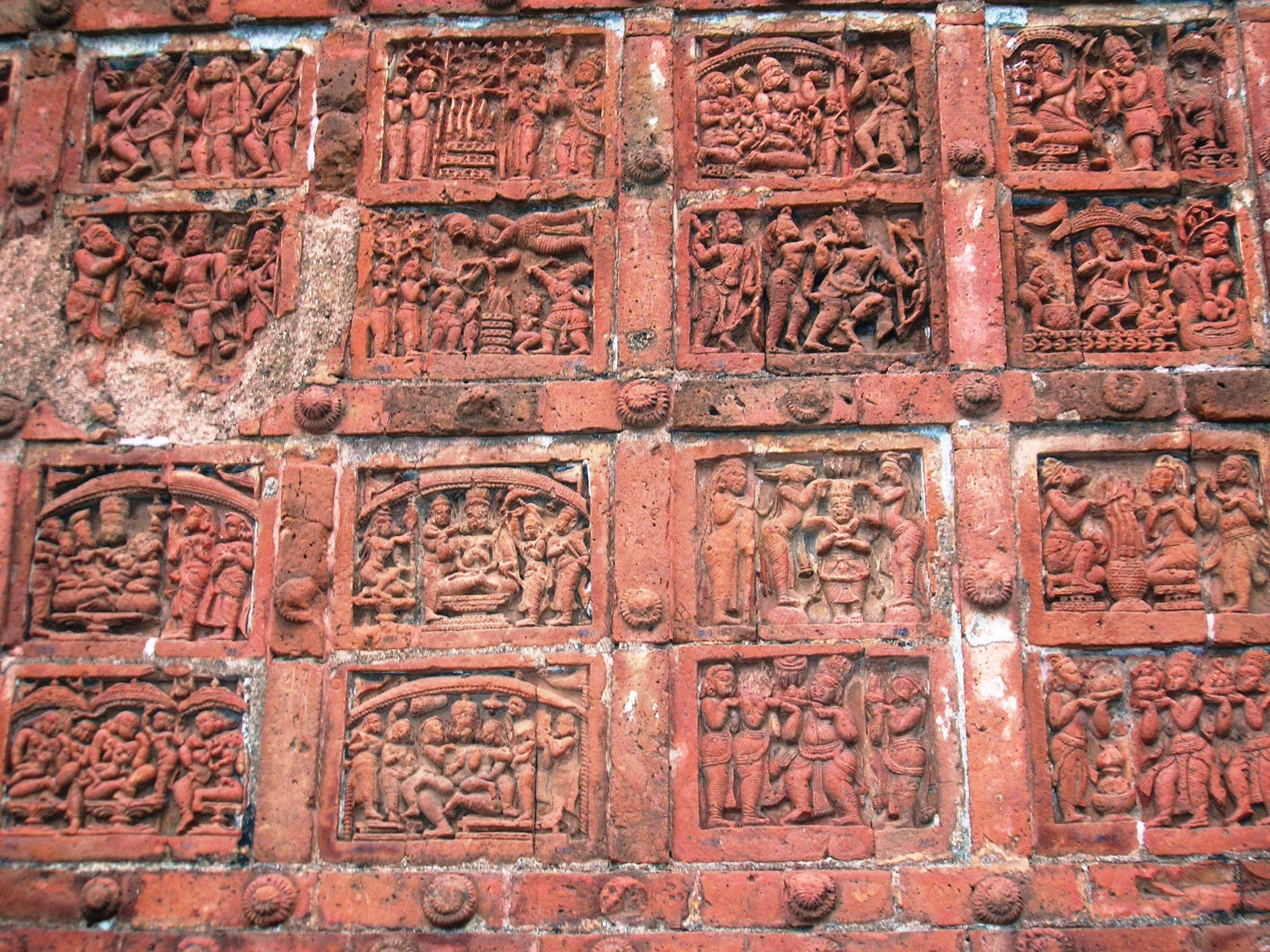
Bishnupur – Terrakotta-Reliefs am Jor-Bangla-Tempel
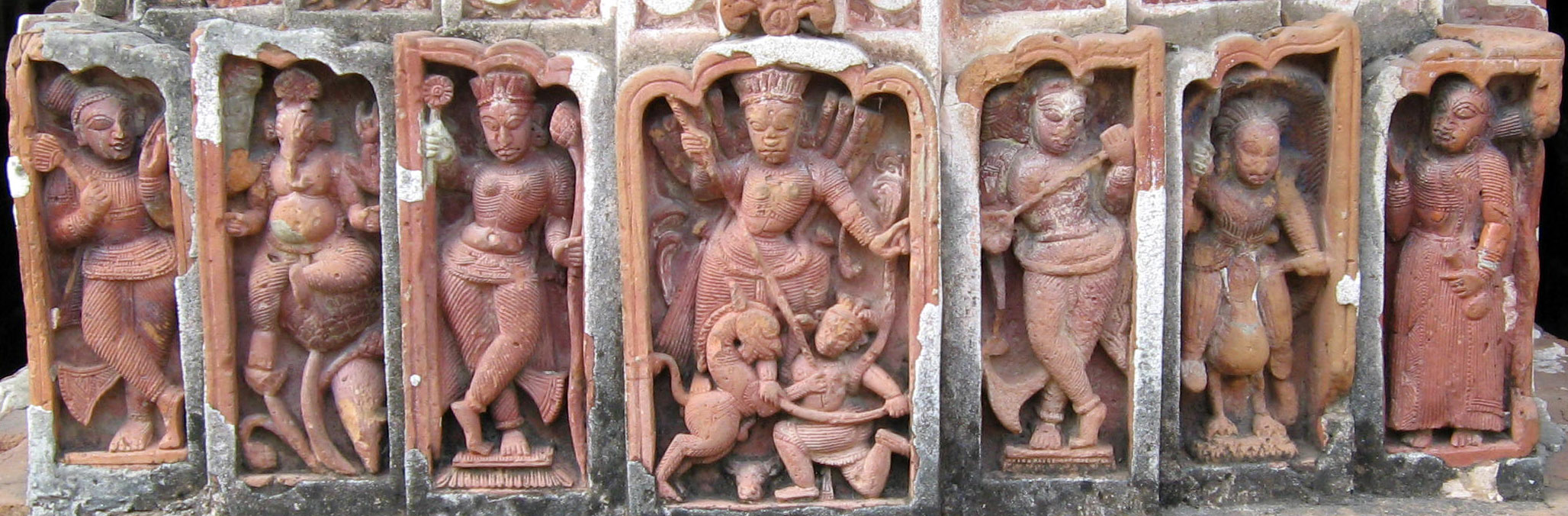
Antpur – Terrakotta-Reliefs mit Götterfiguren am Radhagovindjiu-Tempel
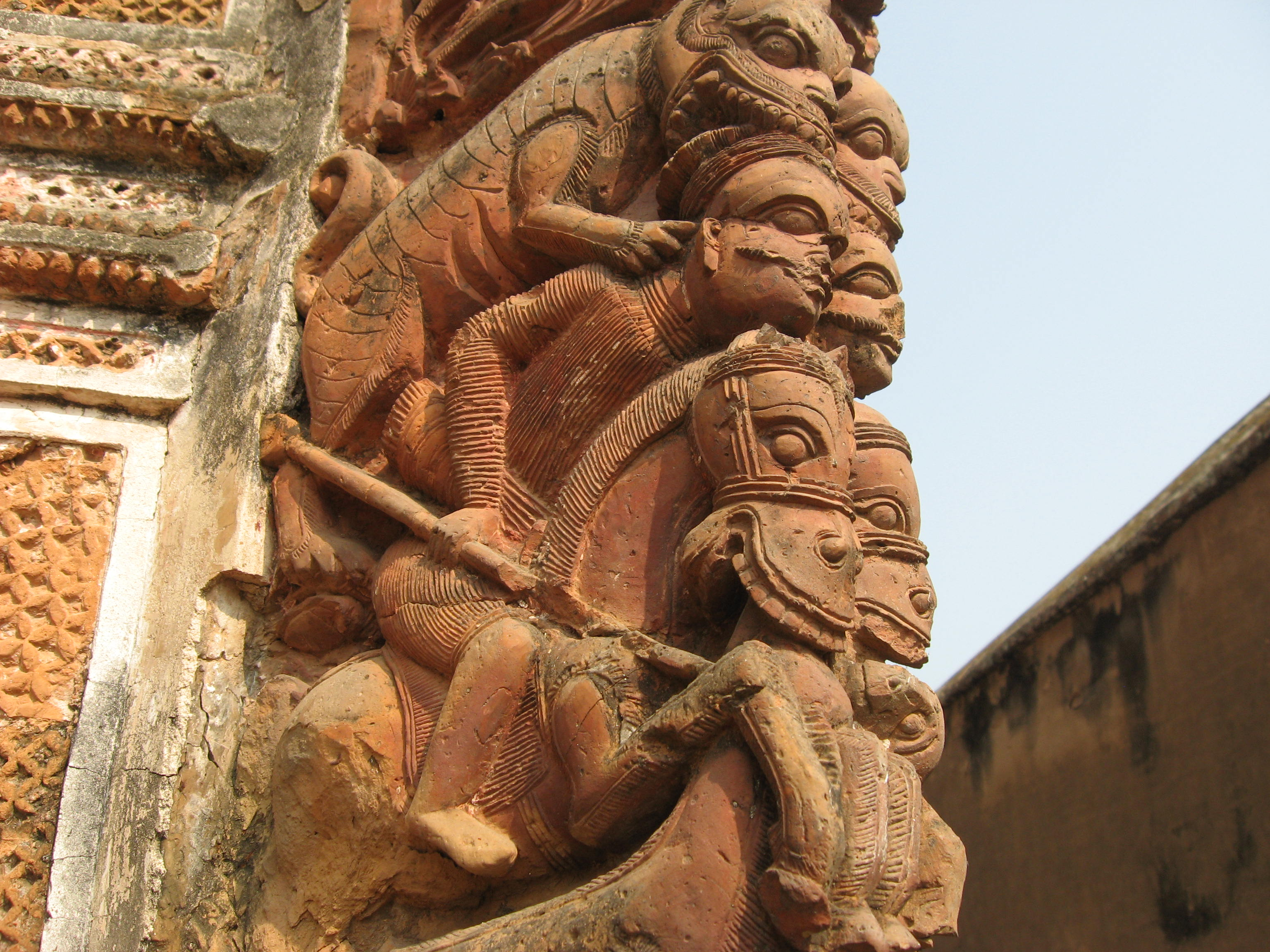
Kalna – Terrakotta-Figuren am Lalji-Tempel
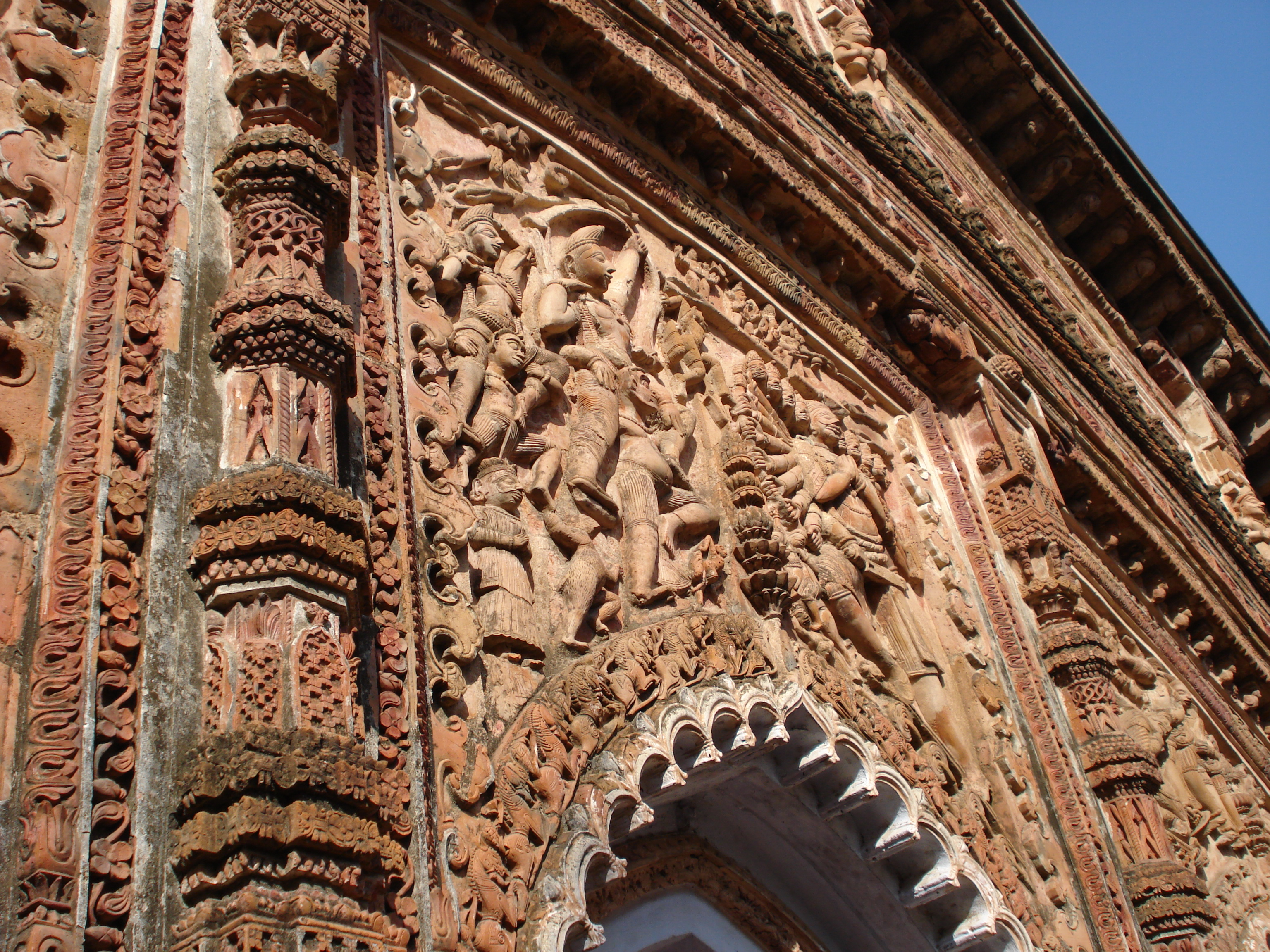
Jiaganj-Azimganj – Terrakotta-Relief am Ganesvar-Tempel

## Deul-Tempel
Die ebenfalls – bis auf wenige Ausnahmen – aus Ziegelsteinen erbauten Deul-Tempel (manchmal auch als „Turmtempel“ bezeichnet) bilden eine Untergruppe mit eigenständigen Traditionen, die sich auf architektonische Anregungen aus Odisha zurückführen lassen. Charakteristisch für diese Gruppe sind der beinahe senkrecht aufragende hohe Turm oberhalb der Cella (garbhagriha) sowie das völlige Fehlen weiterer Bauteile (mandapas). Gliederungselemente sind auf ein Minimum beschränkt und skulpturaler Schmuck fehlt nahezu völlig. Die allesamt hypothetischen Datierungen für diese Tempel reichen vom 8. bis zum 18. Jahrhundert, wobei die islamisch dominierte Periode (13. bis 16. Jahrhundert) als Bauzeit von vornherein weitgehend ausscheidet.

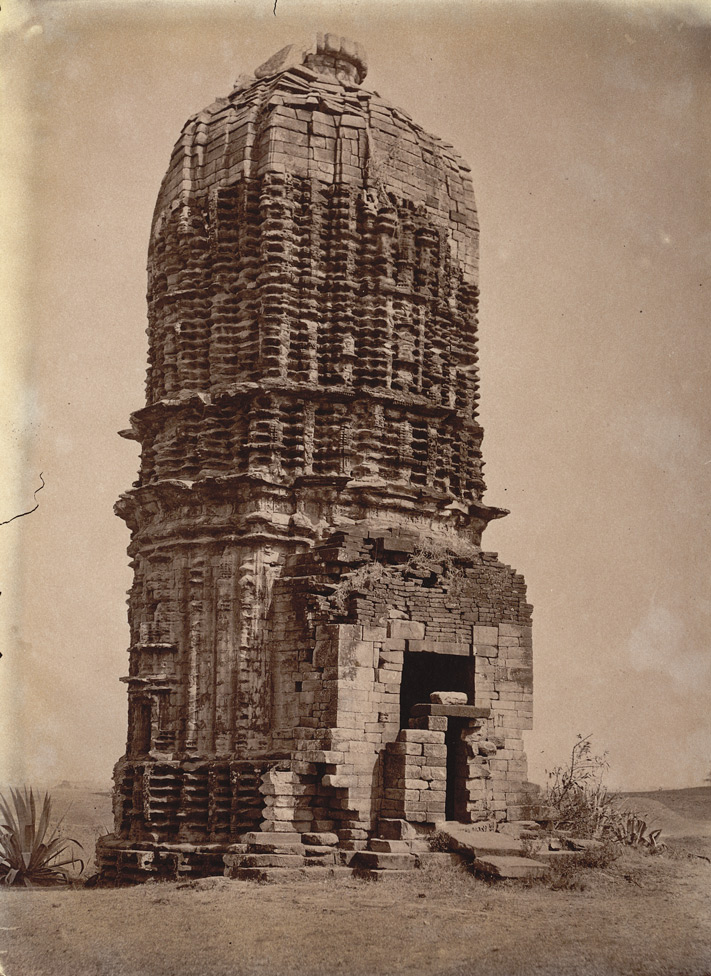
Tempel beim Dorf Para, Purulia District
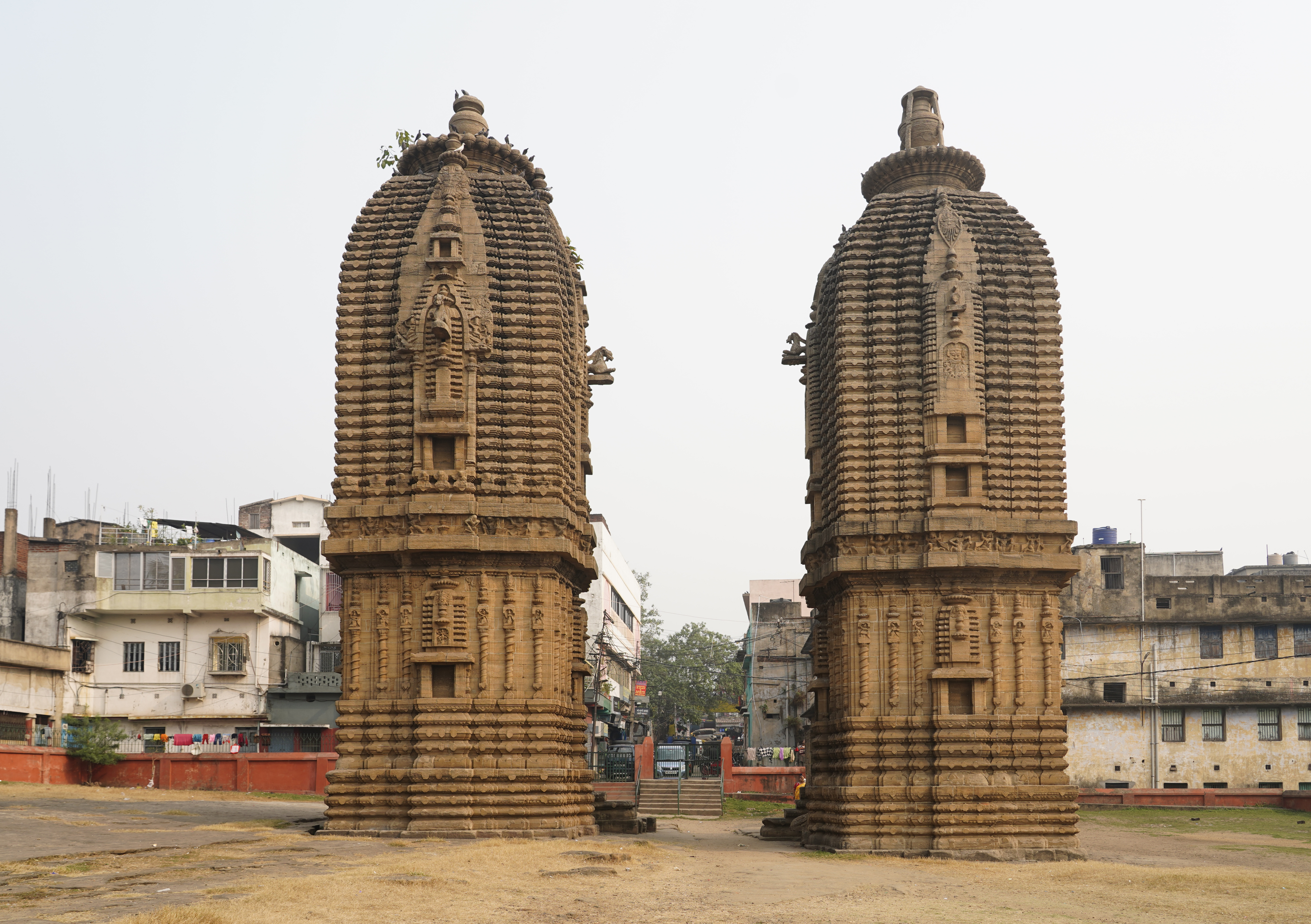
Begunia-Tempelkomplex im Dorf Barakar, Paschim Bardhaman District
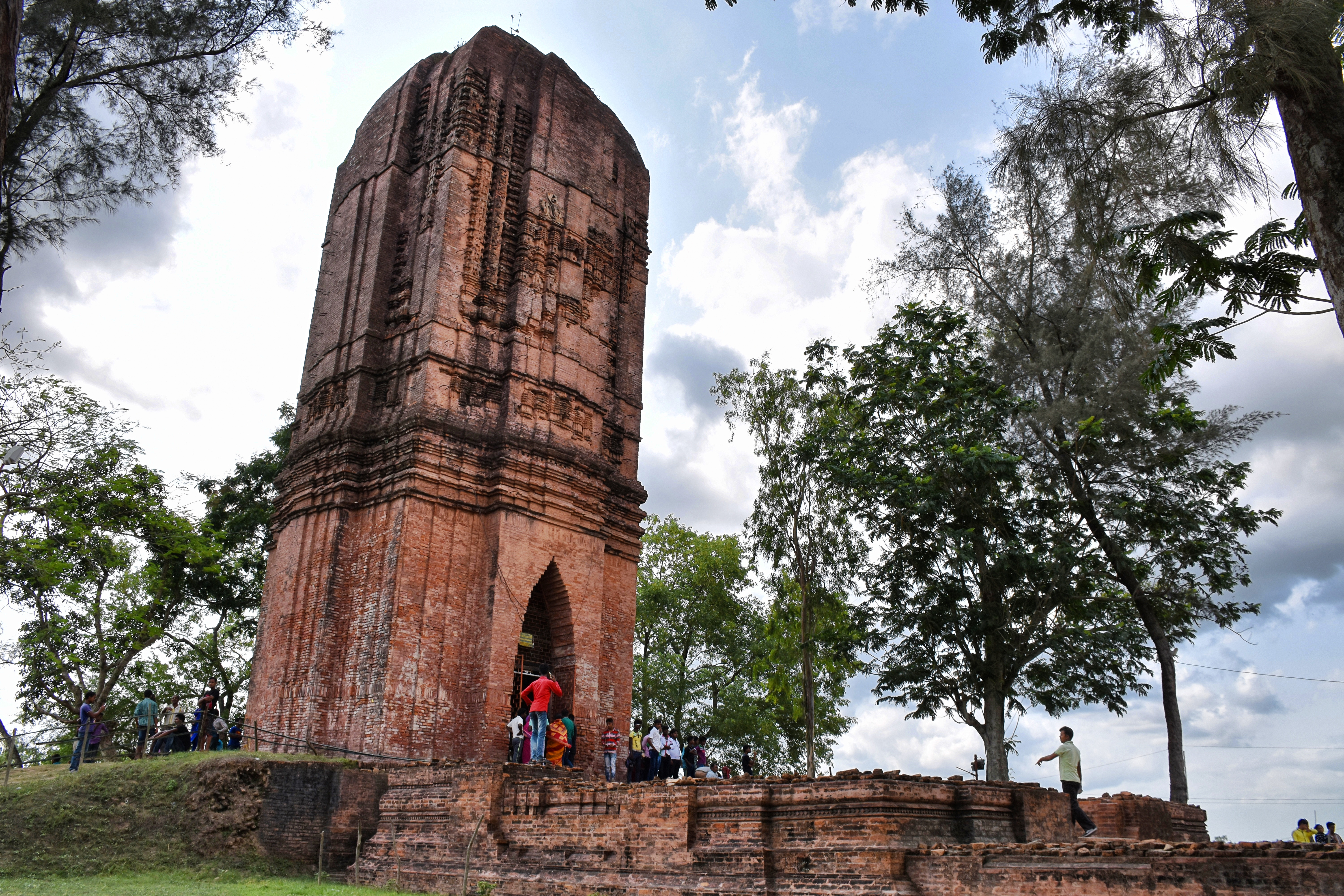
Jatar-Deul-Tempel, South 24 Pardanas-District
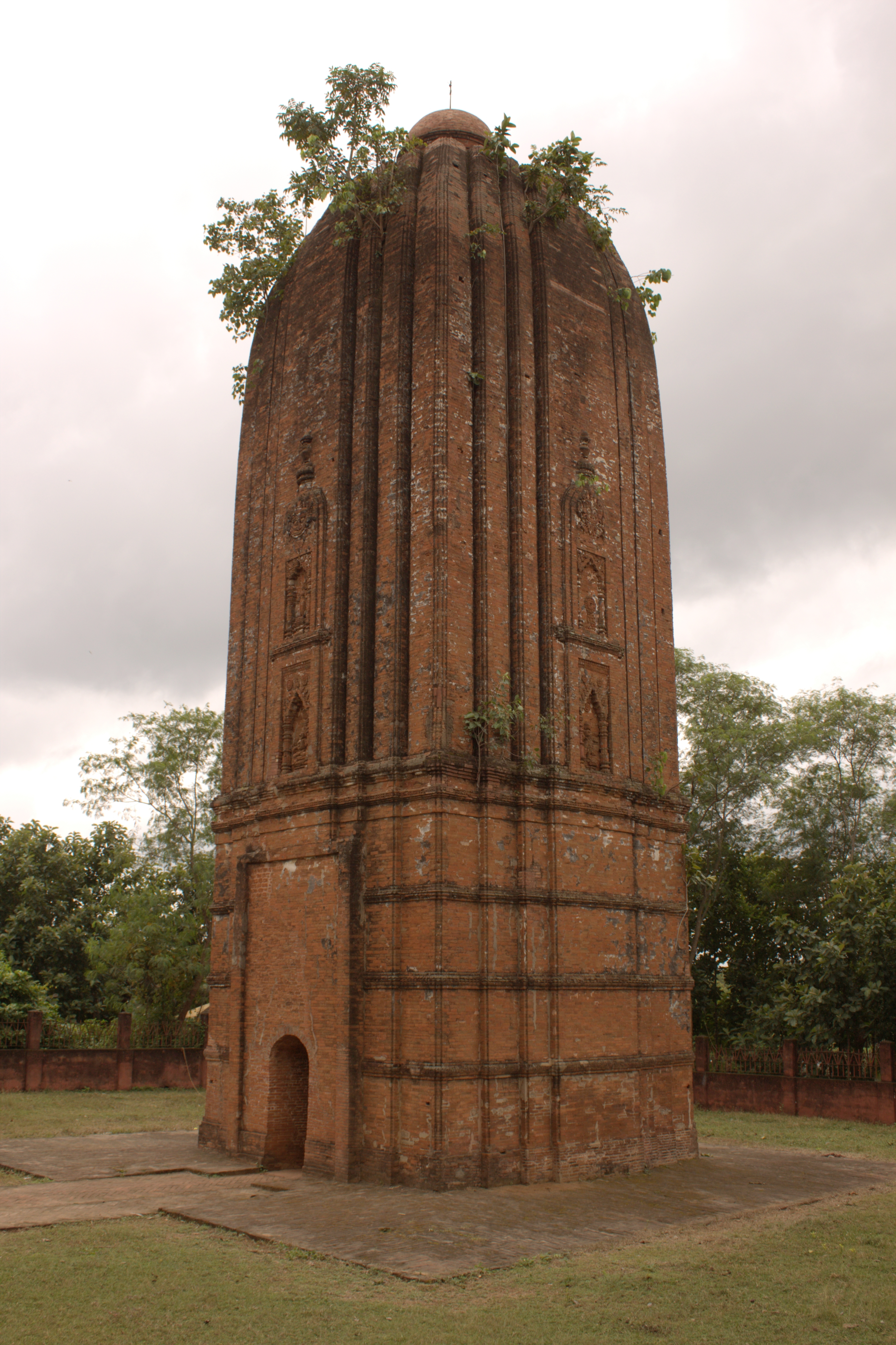
Ichai-Ghosh-Tempel, Bardhaman District
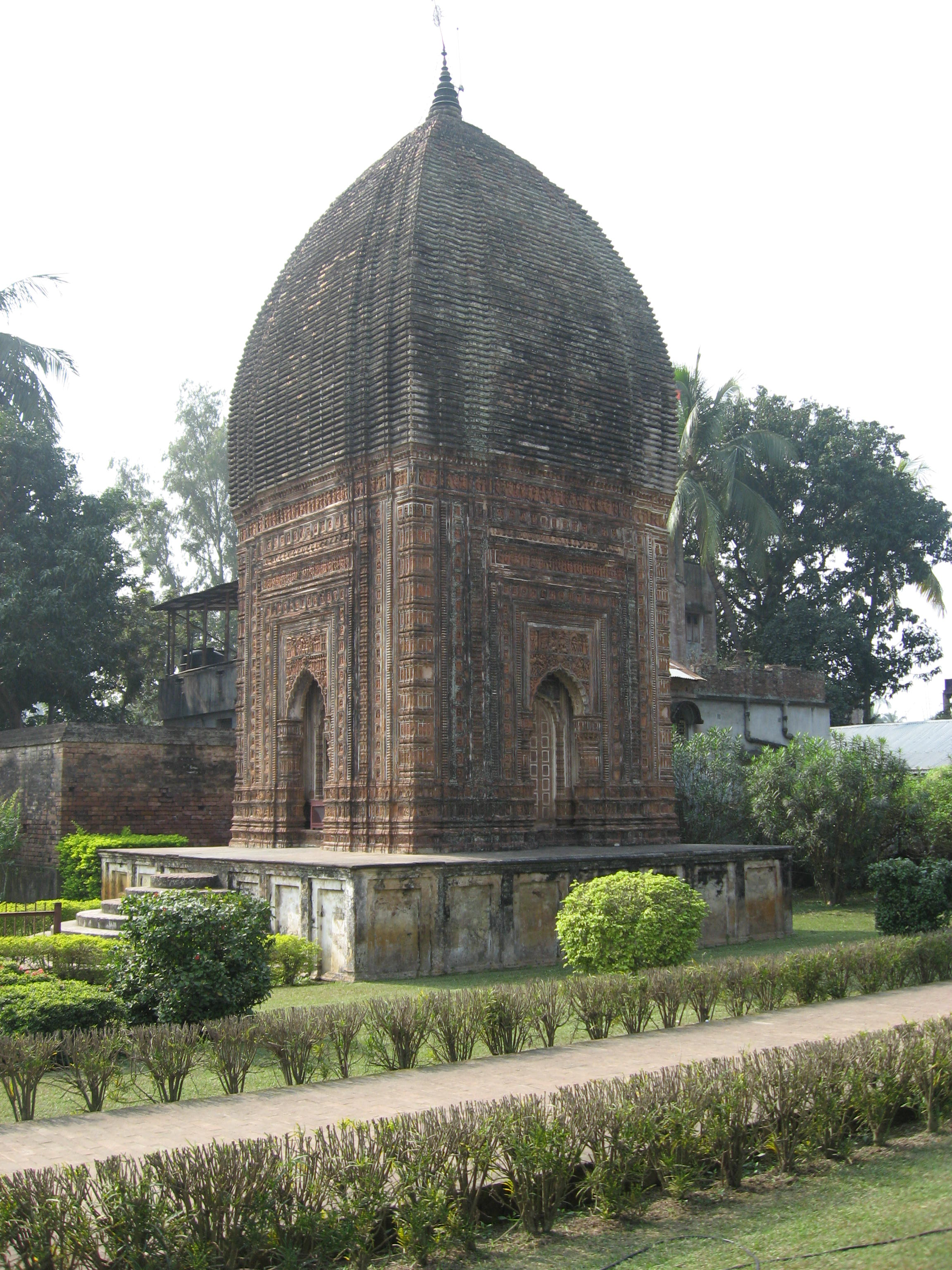
Pratapeswar-Tempel, Kalna
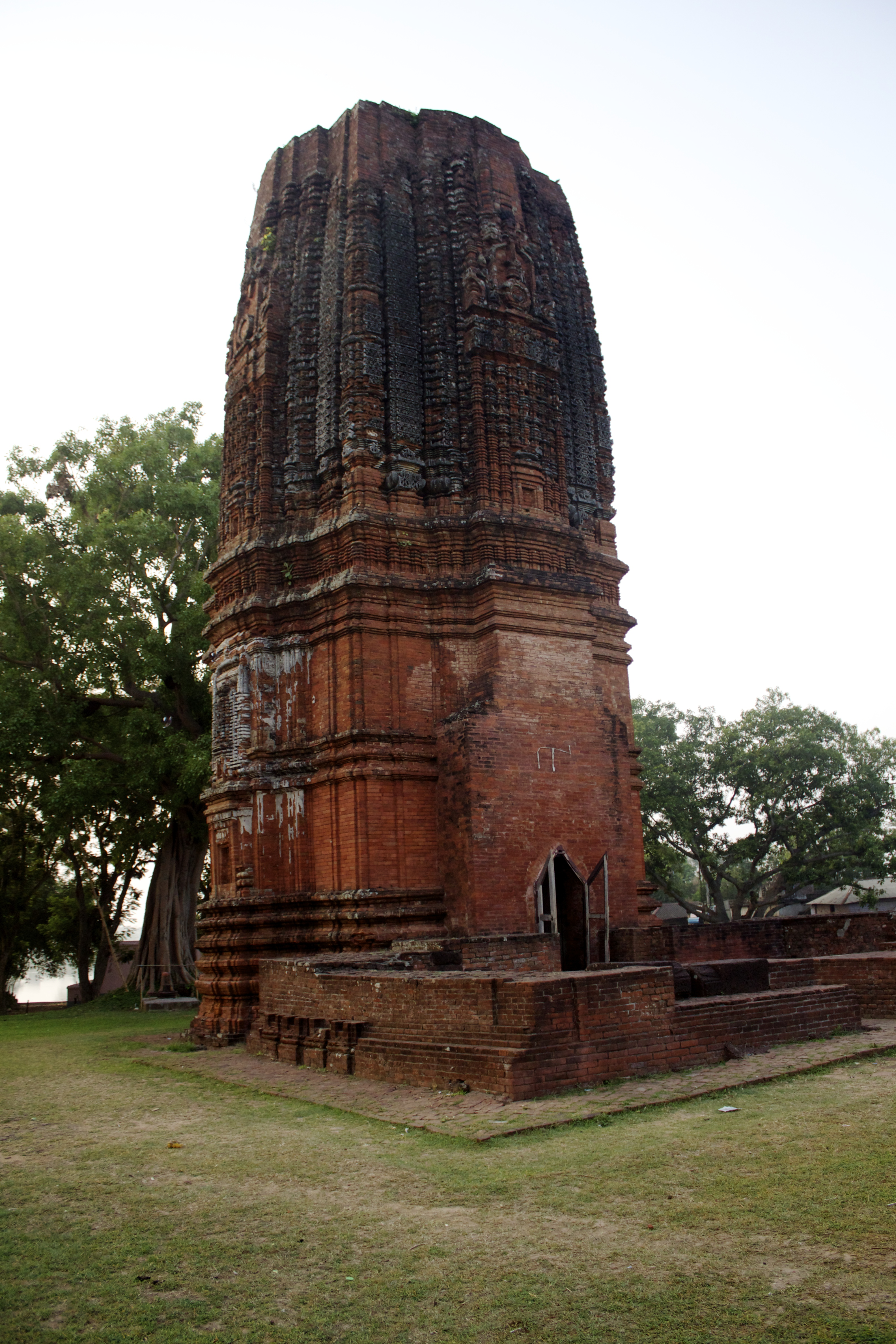
Siddheshwara Tempel, Bahulara, Bankura District
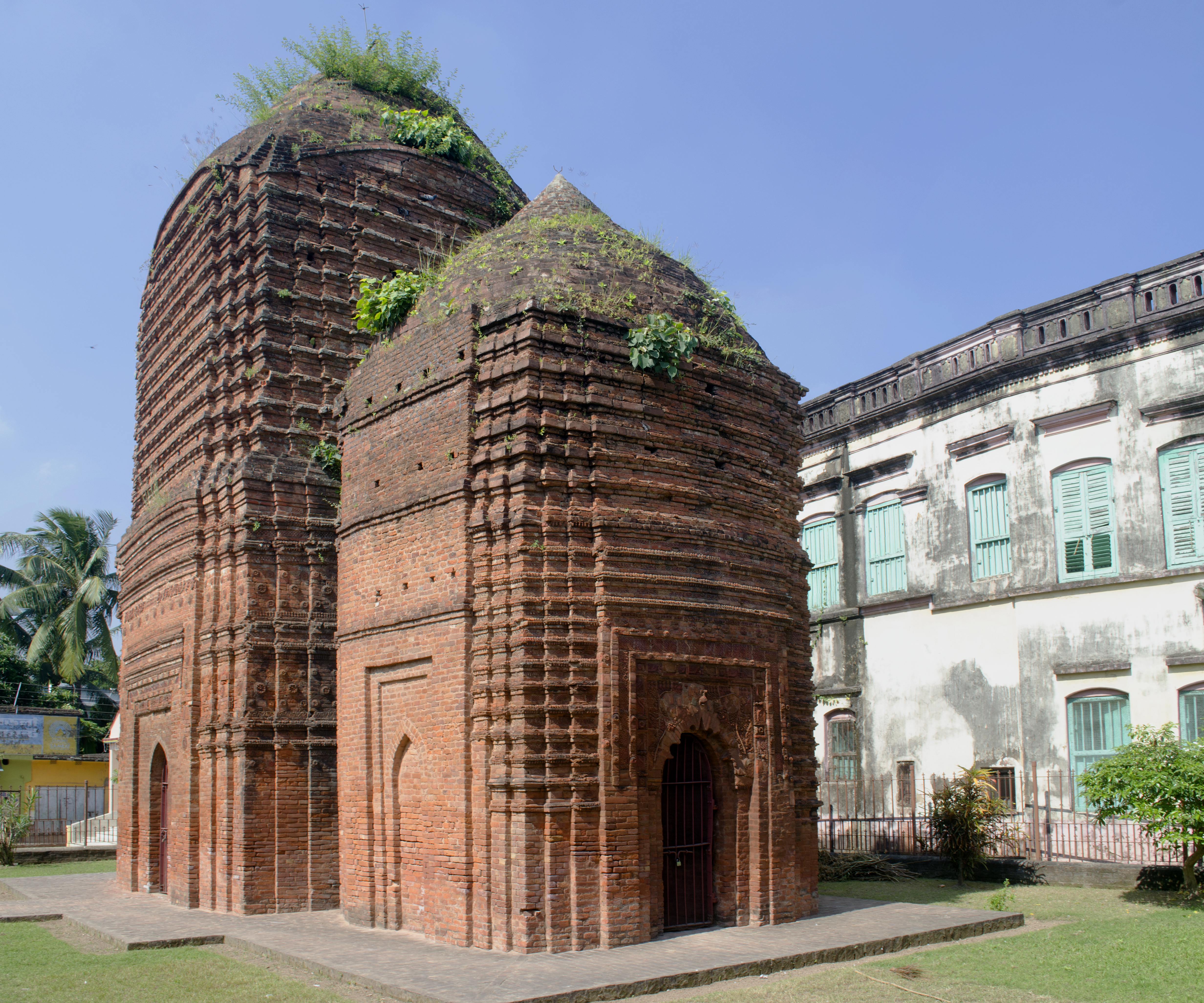
Jora-Deul-Tempel, Baidyapur, Bardhaman District (ca. 1550)

## Neue Tempel
Während im überwiegend muslimischen Bangladesh keine Hindu-Tempel mehr errichtet werden, stehen im überwiegend hinduistischen Westbengalen mehrere Tempel aus neuerer Zeit, darunter der verputzte und in Gelb- und Rottönen bemalte neuntürmige Dakshineshwar-Tempel (1847–1855) bei Kalkutta, der Hangseshwari-Tempel in Bansberia, der berühmte Kalighat-Tempel (19. Jahrhundert) in Kalkutta, der der Ramakrishna-Sekte zuzuordnende Belur Math-Tempel in Haora (Weihe 1938) und der Birla-Tempel in Kalkutta (1970–1996).